# 昂热
昂热（法語：Angers，法語：[ɑ̃ʒe] ⓘ），法国西部城市，卢瓦尔河地区大区曼恩-卢瓦尔省的一个市镇，也是该省的省会，下辖昂热区，其市镇面积为42.7平方公里，2022年1月1日时人口数量为157,555人，是该省人口最多的市镇，在法国城市中排名第17位。
昂热位于曼恩-卢瓦尔省中部，是法国西部的一个中心城市，市区位于法国第一大河——卢瓦尔河右岸约3公里处，其一级支流曼恩河流经市区。昂热地区地形平坦，周围是法国重要的传统农业区，当地长期举办国际性的农业及花卉展览。同时，昂热附近也是法国的一个葡萄酒产区，以“安茹”命名的多个酒庄都被列入了法国地理标志保护产品。
昂热是法国艺术与历史之城，自高卢-罗马时期起就已成为一个政治中心，中世纪中期，当地的贵族安热尔热获得伯爵爵位，其继承人亨利二世开辟金雀花王朝，以昂热为中心，将其领土扩张成为横跨南北的安茹帝国。15世纪，安茹公爵勒内在昂热创建了大学和神学院，使其成为西欧重要的文化中心。昂热西部天主教大学成立于19世纪，是法国历史最悠久的私立综合性高等学府。2000年，昂热所在的卢瓦尔河谷被列入《世界文化遗产》名录。

## 地名来源
“昂热”一名来源于其拉丁语名称“安德卡沃鲁姆”（Andecavorum），意为“安德卡维人生活的城市”，后者为一支高卢部落。

## 历史

### 高卢-罗马时期

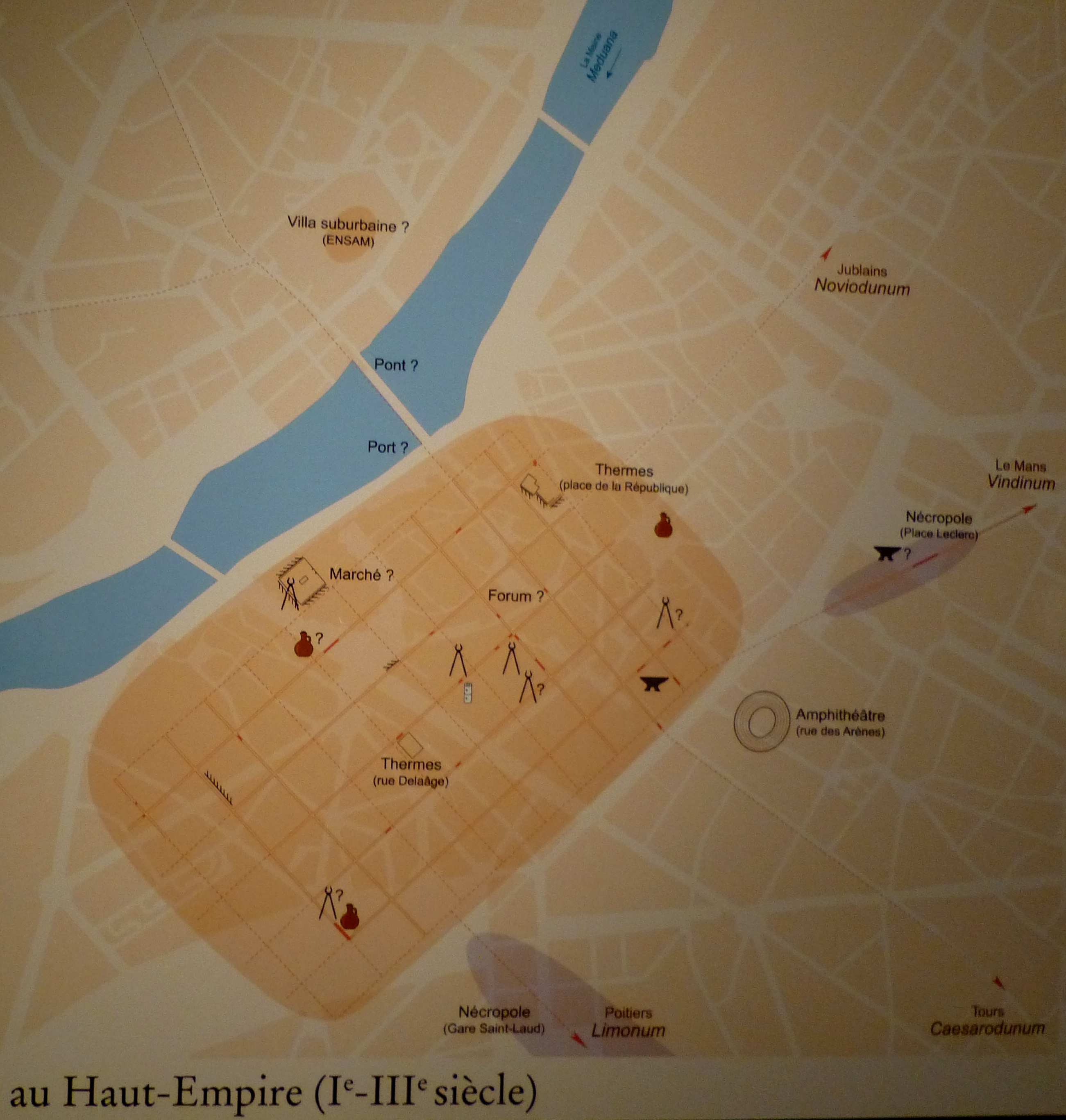
根据史料所绘制的朱利奥马古斯地图

人类在昂热存在的第一个迹象可追溯到公元40万年前。新石器时代的遗迹更为丰富，并包含许多抛光的石斧。在城堡的地面上还发现了公元前4000年的墓葬。
在公元前5世纪，凯尔特人的一支——安德卡维人在卢瓦尔河以北活动，并定都于曼恩河左岸的一处山岗附近，其城址与今昂热历史城区基本吻合。公元前57年，古罗马人入侵这一地区，根据凯撒大帝在《高卢战记》里的描述，彼时的安德卡沃鲁姆是一个人口稠密的集镇。此后，凯撒将这座城市更名为“朱利奥马古斯”，意为“凯撒的战场”（法語：le champ de Julius），并开始对这座城市进行罗马化改造，逐渐出现了斗兽场、歌剧院、公共浴室等设施，一座专门供奉密特拉的神庙（Mithraeum）也在安德卡沃鲁姆出现。
公元3世纪末，随着人口的扩张，城墙内过于窄小的面积（约9公顷）使得当地出现了土地紧张的情况；同时，由于日耳曼蛮族多次入侵这一地区，当地居民也被迫迁往更容易防守的高地上，为此，安德卡沃鲁姆的城墙进行了一次大范围的改建，不仅加宽加高，同时也把周围的高地也圈了进来。至公元5世纪时，随着西罗马帝国的衰落，“安德卡沃鲁姆”逐渐被恢复为高卢名称，后衍变成为“昂热”。

### 中世纪

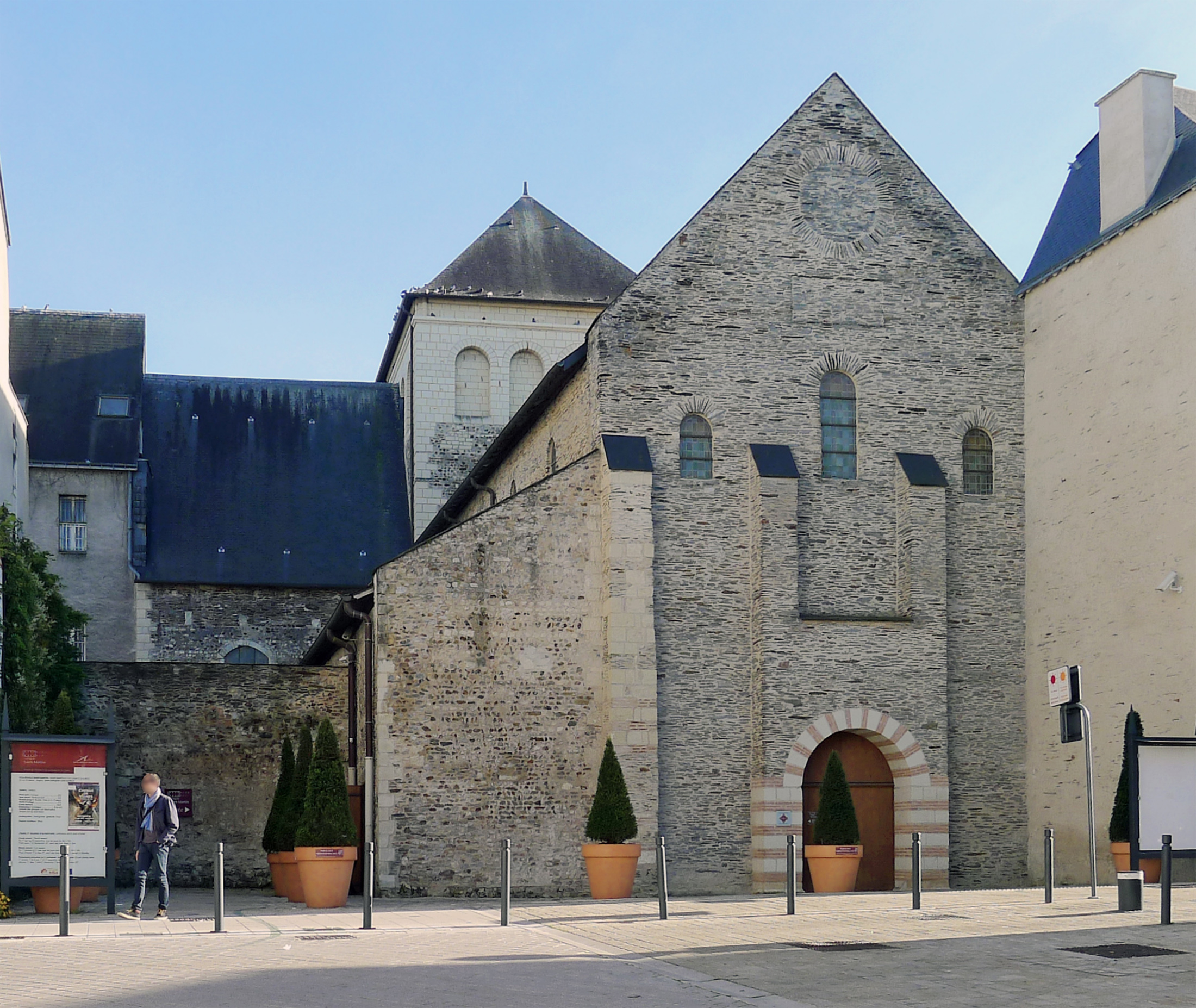
建于公元11世纪的圣马丁教堂

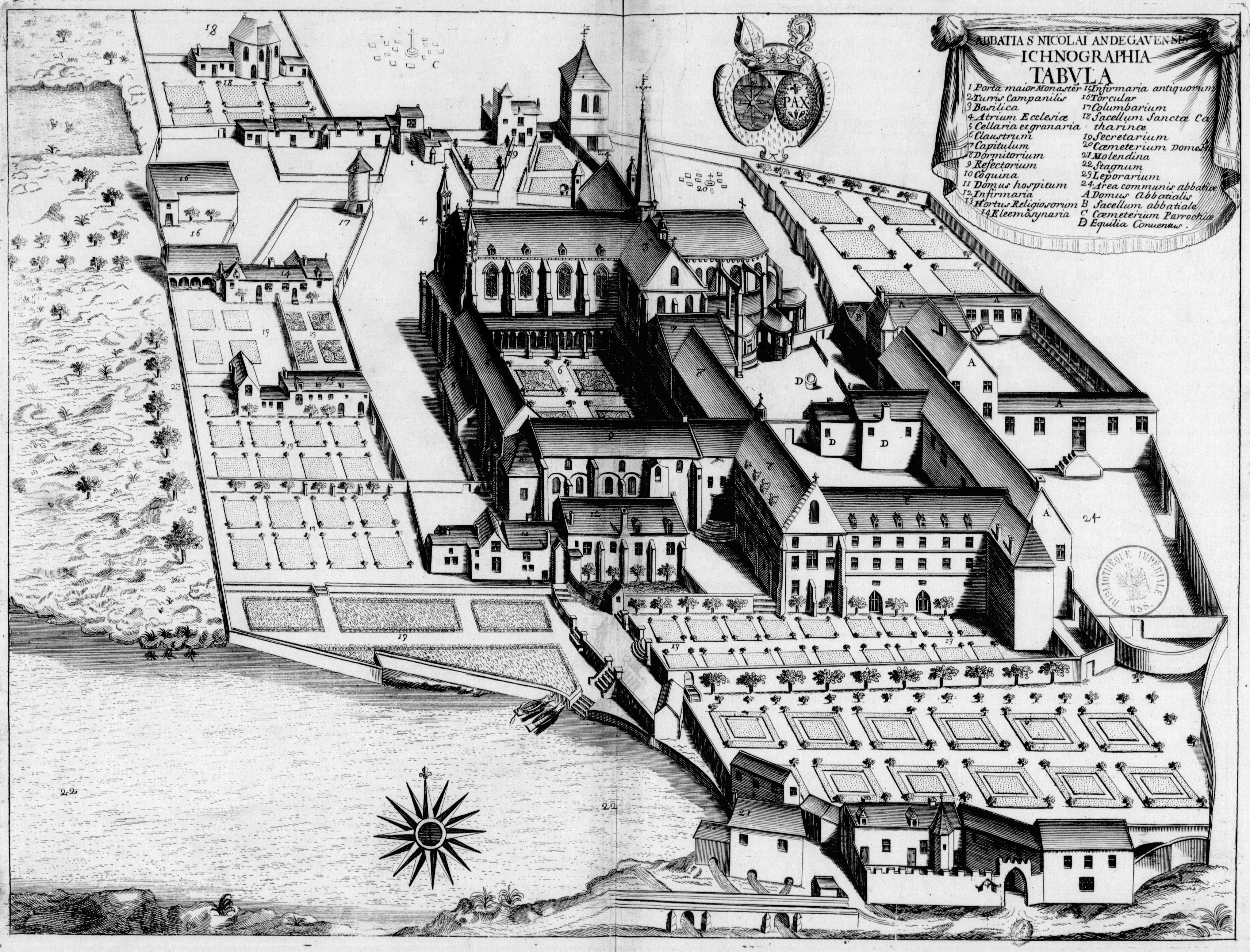
圣尼古拉修道院

在图尔的马丁选举中，昂热于372年出现了第一任天主教会主教。公元7世纪，为埋葬教圣昂热的欧平的石棺，当地修建了圣欧平修院。一个世纪后，墨洛温王朝国王克洛维二世和提烏德里克三世在昂热建立了圣塞尔日修道院。
公元9世纪中期，布列塔尼人开始向东部扩张，公元851年8月，布列塔尼与法兰西军队发生真格兰战役并取得胜利。同年9月，秃头查理和布列塔尼国王埃里斯波埃签署了《昂热条约》（traité d'Angers），该条约将昂热以西的南特、雷恩、雷茨等地划归布列塔尼，从而确保了布列塔尼的独立并确定了布列塔尼的边界，昂热由此成为法兰西的一座边境城市。彼时，维京人入侵诺曼底地区，并正在快速地向南发展和扩张，对昂热构成了重要威胁，秃头查理于853年在布列塔尼周围建立了一个宽阔的缓冲区，包括安茹、图赖讷、曼恩和塞的部分地区，并将其托付给了强者罗贝尔统治，然而后者在公元866年的布里萨尔特战役中身亡。昂热于公元872年失守，被维京人首领哈斯坦占领，这时，秃头查理请求布列塔尼国王萨洛蒙出兵驱赶维京军队，最终，昂热于公元873年重归法兰西。
公元929年，安热尔热家族首领富尔克一世获得了昂热伯爵的头衔，其开辟了安茹王朝，使得昂热在此后三个世纪内成为这一地区的政治中心。公元11世纪，富尔克三世通过对外扩张，使得安茹王朝获得了图赖讷及马耶讷的土地并获得大量财富，同时，他主持修建了昂热的大批建筑，包括圣马丁教堂、本笃会修道院、港口及跨河桥梁等。公元1096年，教宗烏爾巴諾二世前往昂热，并祝圣圣尼古拉修道院。
公元12世纪初，安茹王朝发生内部分裂，失去大诸侯地位。在家族长达二十年的衰落后，1131年，若弗鲁瓦五世承继了安茹正统领地，并通过与玛蒂尔达皇后联姻，获得了英格兰王位。若弗鲁瓦五世之子亨利二世以昂热为中心，开辟了金雀花王朝，并向南北两侧通过联姻或扩张获得了阿基坦、诺曼底、布列塔尼及英格兰的大片土地，被称为安茹帝国。昂热作为皇室之地也获得了大量的财富，其中1180年建成的圣让医院成为当时西欧最早出现的医疗机构。亨利二世的扩张也引发了金雀花王朝与卡佩王朝之间的矛盾，其子无地王约翰在1214年的布汶战役中败给了腓力二世，金雀花王朝失去了在西欧大陆的领地，被迫退至大不列颠岛，而昂热也被划至卡佩王朝，成为法兰西皇室领土，并被赐予伯爵爵位。
1228年，为了防御布列塔尼人的入侵，卡斯蒂利亚的布兰卡决定筑城并重建城堡，并新建了三千八百米长的城墙。1229年，巴黎法学院、医学院和神学院的部分人员迁至昂热并组成了昂热大学。1373年，安茹伯爵路易一世向巴黎商人尼古拉·巴塔耶订购六幅挂毯，用以展示圣让启示录，后被称为“启示录挂毯”。
中世纪末期，黑死病疫情使得昂热人口数量减少，社会出现了持续的动荡。而英法百年战争则让昂热再次受到威胁，英格兰军队于1370年入侵曼恩河流域，最终被贝特朗·杜·盖克兰军队成功抵挡。

### 文艺复兴

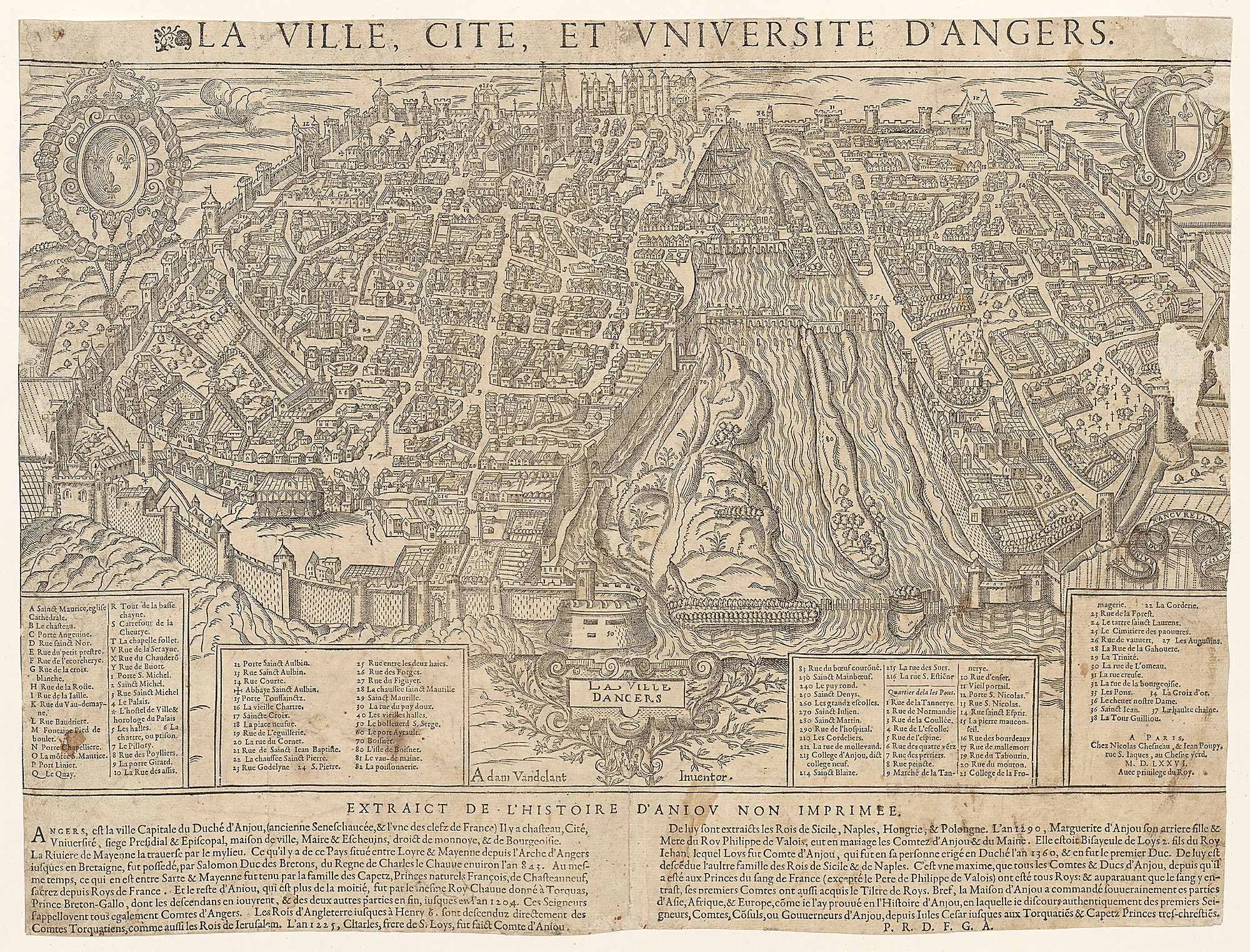
16世纪的昂热地图

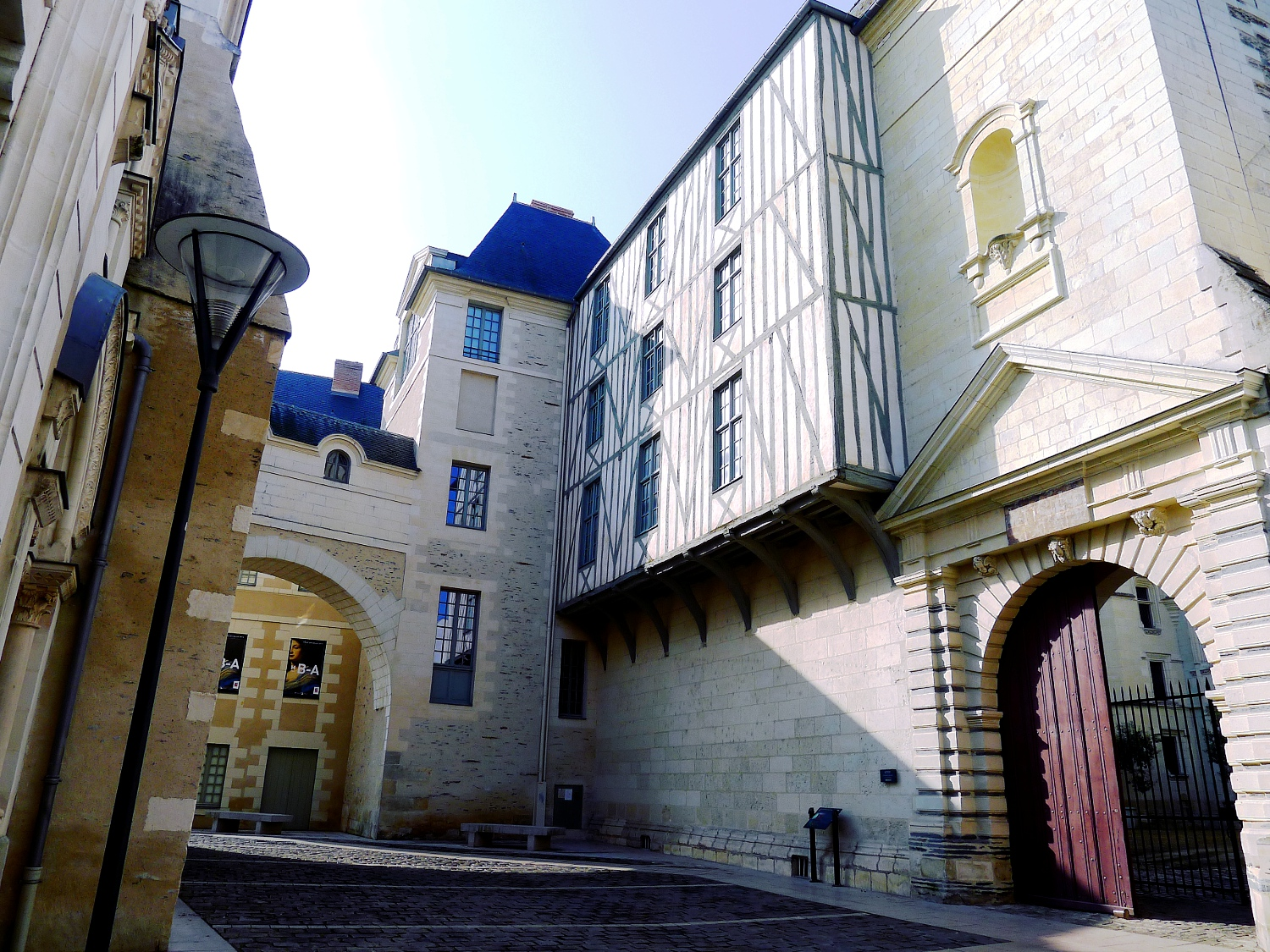
巴侯府邸

1434年，安茹国王勒内通过继承获得了洛林、巴尔、那不勒斯等地的爵位，他主持修缮昂热城堡，将曼恩河周边开辟成为大型公共花园，还创立了具有军事影响力的羊角面包骑士团，使得昂热成为了一个文化和政治中心。法国诗人维永为表达对巴黎统治阶级的不满，曾在其著作《小许愿》中有过这样的描述：
|                    | 为了忘记这些（在巴黎）的威胁，我需要离开，永别了！我要去昂热 |
| ——维永，《小许愿》 |                                                              |

1474年，法兰西国王路易十一希望获得安茹，当时65岁的勒内不想对他的侄子发动战争，直接答应了这一请求，安茹由此成为法兰西皇室领土。勒内于1480年逝世于普罗旺斯地区艾克斯，一年后被运回昂热并埋葬在圣莫里斯大教堂中。
1551年，昂热成为安茹领土的管辖中心，这一职能相当于行省首府，并延续到了法国大革命结束。宗教战争时期，昂热主教加布里埃尔·布沃里收留了大批新教徒，1555年，昂热出现了第一个卡尔文教堂，此后昂热成为了新教徒运动的中心城市之一，1572年，圣巴多罗买大屠杀波及昂热，当地的新教徒和天主教徒之间产生了巨大的矛盾，其中新教徒在镇压下伤亡惨重，被杀的新教徒的尸体被扔进曼恩河，最终在当地市政官员蒙索罗伯爵夏尔的制止下，战乱才得以平息。
1598年，法兰西国王亨利四世来到昂热，于天主教徒商讨宗教方案，起草《南特敕令》。从3月6日至4月2日，昂热是法国事实上的首都，亨利四世通过各种方式使这座城市的天主教徒满意，例如修建了方济各会修道院（Couvent des Capucins）。
1619年，路易十三将他的母亲玛丽·德·美第奇安置在昂热市中心的巴罗府邸，并交给她安茹的统治权，然而美第奇并不甘心，希望重新夺回整个法兰西的政权，由此发动了莱蓬德塞战役，但最终失败，昂热也重归皇室领土。1643年路易十三去世时，他的儿子路易十四只是个婴儿，彼时，法国因几次饥荒和流行病以及政治不稳定而受到困扰。1649年，安茹投石党乱在昂热成立，当地人民起义反对增加税收。不过，在主教亨利·阿尔诺的积极劝导下，昂热并没有出现大规模的血腥暴力。至17世纪中期，昂热市区的人口数量达到了3.2万人，此后长期处于一个较为稳定的水平。

### 近代

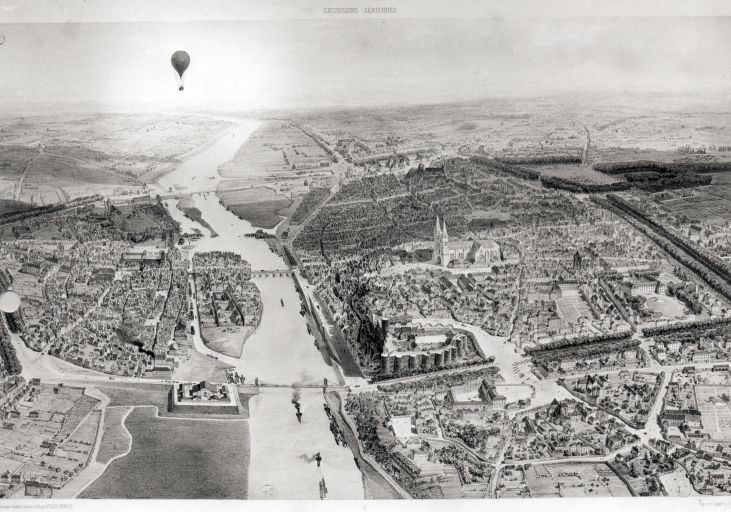
1850年的昂热

法国大革命后，安茹的大部分地区被建立为马耶讷-卢瓦尔省（Mayenne-et-Loire），后因当地居民的反对而更名为“曼恩-卢瓦尔省”，昂热成为了省会。
法国大革命时期，尽管安茹有多个活跃的保皇派人物，如哲学家沃尔内、政治家拉雷韦利耶尔等，但革命在昂热相对平静。然而，位于昂热西南的旺代省则发生了激烈的保皇派战争，这一区域的大批共和军队支持者前往昂热避难，1795年，保皇派军队北上，在昂热西部的旧圣弗洛朗与共和军发生战役，最终失败，旺代战争第一阶段基本结束。
在19世纪，昂热的城市规划受到巴黎城市转型的影响，当地的许多传统房屋都进行了重建或大规模翻新，昂热古城墙在1850年左右被拆除，并被宽阔的林荫大道所取代。曼恩河西岸也开始形成居民区。1849年，修建了昂热－索米尔铁路，两年后该铁路向西延伸到南特，最终形成图尔－圣纳泽尔铁路，成为法国西部的重要铁路干线。1850年4月16日，横跨曼恩河的矮链桥突然垮塌，造成223名正在过桥的士兵死亡，这场灾难使法国的悬索桥建设中断了二十年，事故主要是由于士兵的行进游行引起了桥梁结构的共鸣。
19世纪后期，昂热发展成为法国西部的艺术和文化中心，当地创立了“人民音乐团”（Société des concerts populaires）并邀请了夏尔·古诺、莱奥·德利布和卡米爾·聖桑等音乐家；1875年，昂热西部天主教大学成立，成为法国最早的向全民开放的高等学府，昂热由此被称为“西部雅典”（Athènes de l'Ouest）。

### 现代

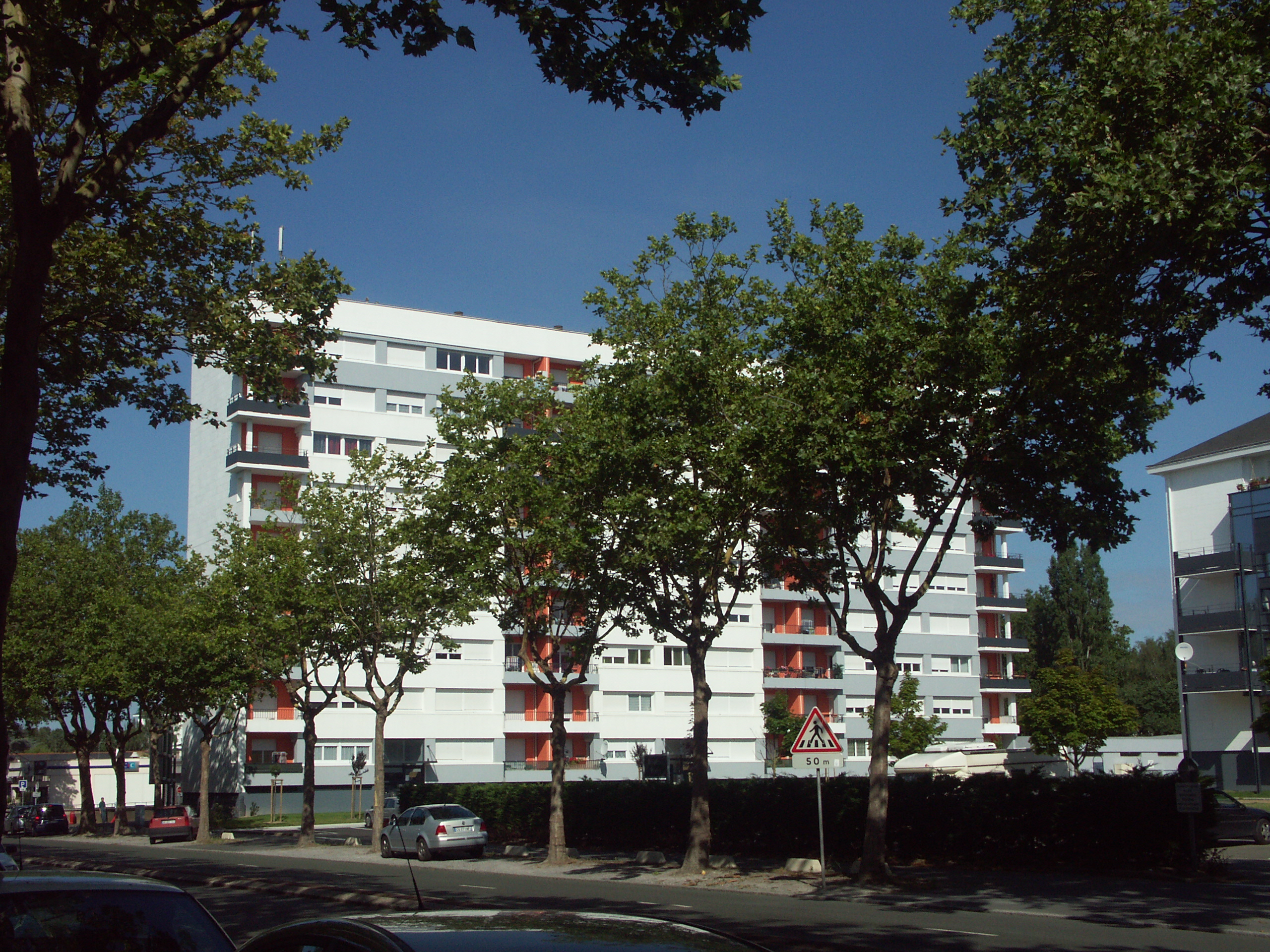
二战后修建的集中式居民区

随着工业革命的发展，在20世纪上半叶，昂热附近出现了一些工业，包括蒸馏、纺织等部门，而市区也开始出现了现代化的建筑物，其中蓝色大楼高24米，建于1929年，是昂热第一个装有升降梯的建筑，同时也成为了昂热城市的新地标。
1939年9月，德国入侵波兰时，波兰流亡政府首领瓦迪斯瓦夫·拉奇凯维奇逃亡并驻扎于昂热，1940年6月12日，纳粹德国入侵法国后，拉赤基耶维奇又离开昂热逃往伦敦。一个月后，昂热被设立为法国西部纳粹指挥中心。1941年，昂热出现了多个抵抗运动团体，其中名为“国土荣誉”（Honneur et Patrie）的抵抗团规模最大。1942年，60名抵抗者在昂热西郊被杀害；同年7月，853名犹太人被捕并被送往奥斯威辛集中营。1943年，一家德国掩体工厂雇用了6000名工人；1944年5月28日晚上，盟军的第一次轰炸发生在圣洛街区，造成243人死亡，许多人受伤。5月29日至30日连续发动袭击，摧毁了火车站及其周围地区，最终，昂热于1944年8月10日解放。
战争结束后，昂热开始进行重建，同时也迎来了快速发展和人口增长。1980年代，昂热经历了数项大规模的城市发展计划，例如曼恩湖的建设，数座大型议会大厦和大型购物中心，以及高速公路城区段的建设。1990年代，圣塞尔日街区的被改造成为了一个新的商务中心，同时也建有现代化居民区。2011年，昂热有轨电车建成通车。

## 地理
昂热位于法国西部，卢瓦尔河地区大区东部和曼恩-卢瓦尔省中部，距离大区首府南特大约90公里，距离法国首都巴黎大约296公里。与昂热接壤的市镇包括：阿夫里耶、康特奈-埃皮纳尔、埃库夫朗、圣巴泰勒米当茹、特雷拉泽、莱蓬德塞、卢瓦尔河畔圣热姆、布什曼恩、博库泽。

### 地形
昂热位于卢瓦尔河下游谷地边缘，市中心位于曼恩河两岸，其中昂热城堡位于一处地势较高的地方，其余地区地势平坦，全境海拔在12到64米之间。

### 地质
昂热市区地表土层以软泥和黏土（argiles tourbeuses）为主，多形成于奥陶纪阿雷尼格期，基岩则多为片岩。

### 水文

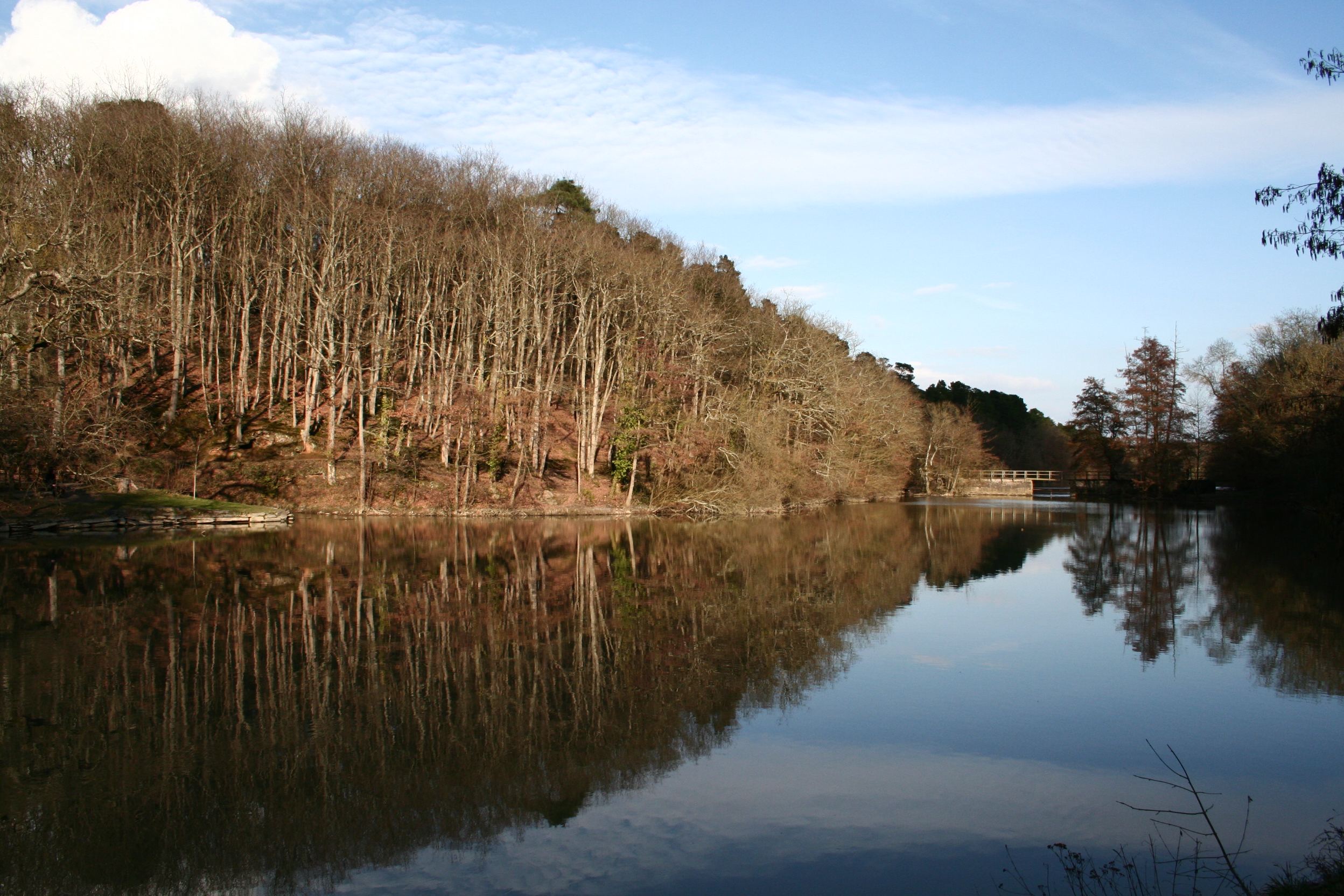
圣尼古拉湖

法国第一长河卢瓦尔河的一级支流曼恩河自北向南流经境内，境内平均宽度约80米，该河是一条“无源河”，萨尔特河与马耶讷河的交汇处为其源头，全长约11.5公里，其中超过半数的河段位于昂热市镇范围以内。曼恩河的右岸支流布里奥诺河在巴尔扎克公园（Parc Balzac）以辫状水系的形式注入曼恩河。
由于曼恩河汇集了两大流域的所有水量，加之其全程落差较小，故该河存在洪涝威胁，历史上昂热政府曾多次对该河实施了整治，其中20世纪70年代，该河右岸的一处湿地被开发成为曼恩湖，实现了泄洪功能，同时周边还建成了城市生态公园。
此外，尽管卢瓦尔河干流并未流经昂热，但其最近处距离市区仅3公里，且属于昂热城市公共社区的范围，故昂热通常也被笼统地认为是“卢瓦尔河沿岸城市”。

### 植被
昂热处于温带常绿阔叶林区，当地最低月均温在0度以上。市内的主要绿地分布在曼恩河和曼恩湖两岸，布里奥诺河市区段被开辟为圣尼古拉湖，两岸形成了大型的城市生态公园。昂热市区以北大约10公里外的卢瓦河沿岸为下昂热河谷自然保护区，是欧盟Natura 2000系统的一部分。

### 气候
昂热在柯本气候分类法中属于温带海洋性气候，冬季湿润，夏季温暖，全年降水分布均匀，偶有极端温度出现。
昂热境内设有气象站，以下为该气象站的数据：
| 昂热1981年－2019年  | 昂热1981年－2019年 | 昂热1981年－2019年 | 昂热1981年－2019年 | 昂热1981年－2019年 | 昂热1981年－2019年 | 昂热1981年－2019年 | 昂热1981年－2019年 | 昂热1981年－2019年 | 昂热1981年－2019年 | 昂热1981年－2019年 | 昂热1981年－2019年 | 昂热1981年－2019年 | 昂热1981年－2019年 |
| 月份                | 1月                | 2月                | 3月                | 4月                | 5月                | 6月                | 7月                | 8月                | 9月                | 10月               | 11月               | 12月               | 全年               |
| ------------------- | ------------------ | ------------------ | ------------------ | ------------------ | ------------------ | ------------------ | ------------------ | ------------------ | ------------------ | ------------------ | ------------------ | ------------------ | ------------------ |
| 历史最高温 °C（°F） | 17.1 (62.8)        | 21.2 (70.2)        | 24.8 (76.6)        | 29.7 (85.5)        | 32.8 (91.0)        | 39.3 (102.7)       | 40.7 (105.3)       | 38.4 (101.1)       | 34.5 (94.1)        | 29.8 (85.6)        | 22.2 (72.0)        | 19 (66)            | 40.7 (105.3)       |
| 平均高温 °C（°F）   | 8.3 (46.9)         | 9.4 (48.9)         | 12.8 (55.0)        | 15.6 (60.1)        | 19.4 (66.9)        | 23.1 (73.6)        | 25.3 (77.5)        | 25.4 (77.7)        | 22.1 (71.8)        | 17.3 (63.1)        | 11.7 (53.1)        | 8.6 (47.5)         | 16.6 (61.9)        |
| 日均气温 °C（°F）   | 5.5 (41.9)         | 5.9 (42.6)         | 8.6 (47.5)         | 10.8 (51.4)        | 14.5 (58.1)        | 17.7 (63.9)        | 19.8 (67.6)        | 19.7 (67.5)        | 16.8 (62.2)        | 13.2 (55.8)        | 8.5 (47.3)         | 5.8 (42.4)         | 12.2 (54.0)        |
| 平均低温 °C（°F）   | 2.8 (37.0)         | 2.5 (36.5)         | 4.4 (39.9)         | 6 (43)             | 9.5 (49.1)         | 12.3 (54.1)        | 14.2 (57.6)        | 14.1 (57.4)        | 11.5 (52.7)        | 9.1 (48.4)         | 5.3 (41.5)         | 3 (37)             | 7.9 (46.2)         |
| 历史最低温 °C（°F） | −15.4 (4.3)        | −12.8 (9.0)        | −10.6 (12.9)       | −3.4 (25.9)        | −1.6 (29.1)        | 1.3 (34.3)         | 4.5 (40.1)         | 5.1 (41.2)         | 0 (32)             | −3.2 (26.2)        | −11.1 (12.0)       | −13.4 (7.9)        | −15.4 (4.3)        |
| 平均降水量 mm（）   | 69.2 (2.72)        | 54.8 (2.16)        | 51.6 (2.03)        | 56.6 (2.23)        | 57.9 (2.28)        | 43.2 (1.70)        | 52.1 (2.05)        | 41.3 (1.63)        | 55 (2.2)           | 71.8 (2.83)        | 67.8 (2.67)        | 72 (2.8)           | 693.3 (27.30)      |
| 月均日照時數        | 68.9               | 92.8               | 136.5              | 171.5              | 194.5              | 227.4              | 227.8              | 223.7              | 185.9              | 120.2              | 80.7               | 68.8               | 1,798.7            |
| 来源：Infoclimat    |                    |                    |                    |                    |                    |                    |                    |                    |                    |                    |                    |                    |                    |

## 行政区划
昂热是法国卢瓦尔河地区大区曼恩-卢瓦尔省的一个市镇，编号为49007，它也是曼恩-卢瓦尔省的省会。昂热下辖昂热区，管理昂热第一县、第二县和第三县，同时也是昂热卢瓦尔城市公共社区的办公驻地。
法国国家统计与经济研究所（简称）在进行数据统计时，将昂热及相邻的另外9个市镇设为昂热城市核心区，并将包括核心区在内的周边共77个市镇划为昂热城市区。
同时，还将昂热市镇分为了67个“块区”（IRIS），以便于统计人口分布情况。
在街区管理方面，昂热市区被划为10个街区，并实行街区自治制度。
| 昂热街区地图 | 昂热街区地图 | 昂热街区地图 | 昂热街区地图 | 昂热街区地图 | 昂热街区地图 | 昂热街区地图 |
| --- | ------------ | ------------ | ------------ | ------------ | ------------ | ------------ |
| 市中心 · 拉法耶特-埃布莱 贝勒贝耶 双十字架-邦谢 正义-马德莱娜 · -圣莱昂纳尔 蒙普莱西尔 拉杜特尔- · 圣雅各- · 纳萨雷特 圣欧班高地 圣塞尔日 玫瑰园 曼恩湖 |              |              |              |              |              |              |
| 街区名称* | 街区原名     | 面积 （k㎡） | 人口数量     |              |              |              |
| 市中心- 拉法耶特-埃布莱 |              | 5            | 62,160       |              |              |              |
| 贝勒贝耶 |              | 3.5          | 13,500       |              |              |              |
| 双十字架-邦谢 |              | 2.3          | 6,000        |              |              |              |
| 蒙普莱西尔 |              | 2.92         | 11,600       |              |              |              |
| 正义-马德莱娜 -圣莱昂纳尔 |              | 2.4          | 12,600       |              |              |              |
| 圣欧班高地 |              | 5.95         | 9,500        |              |              |              |
| 拉杜特尔- 圣雅克-纳扎雷特 |              | 1.5          | 13,000       |              |              |              |
| 圣塞尔日 |              | 2.24         | 11,328       |              |              |              |
| 玫瑰园 |              | 4            | 24,000       |              |              |              |
| 曼恩湖 |              | 4.2          | 1,000        |              |              |              |
| *中文名称非官方正式翻译，仅供参考 |              |              |              |              |              |              |

## 交通

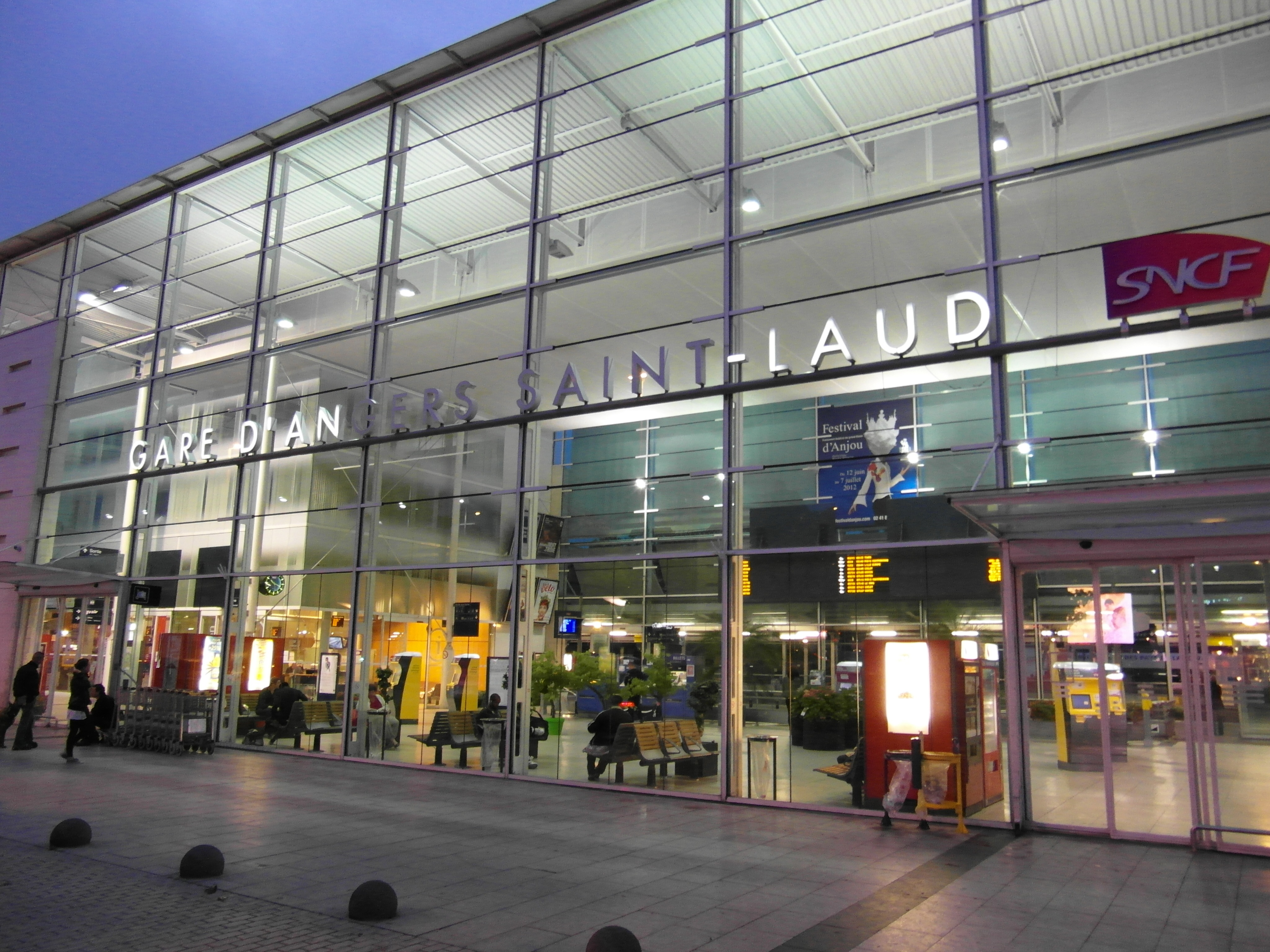
昂热圣洛火车站

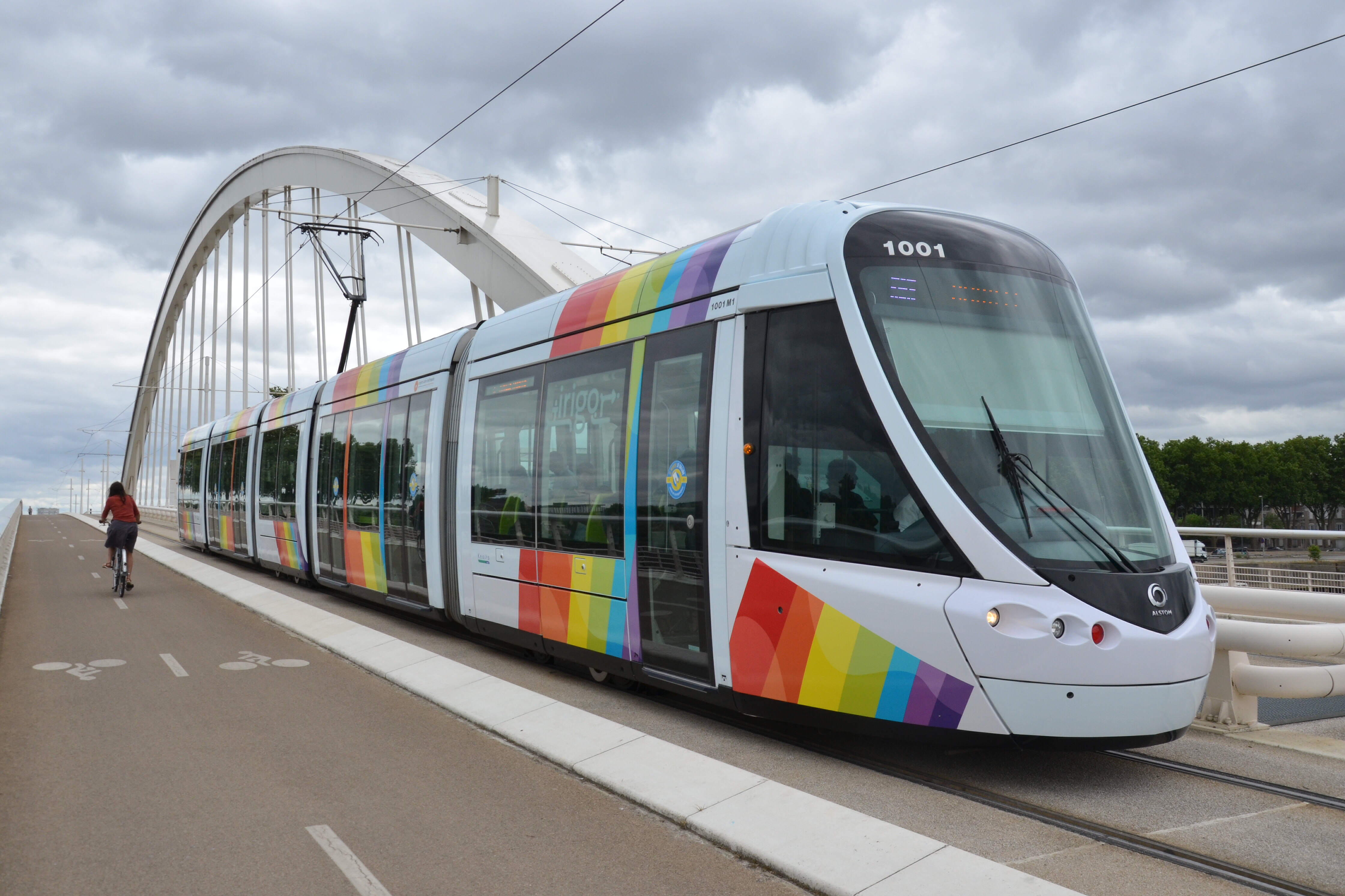
昂热有轨电车

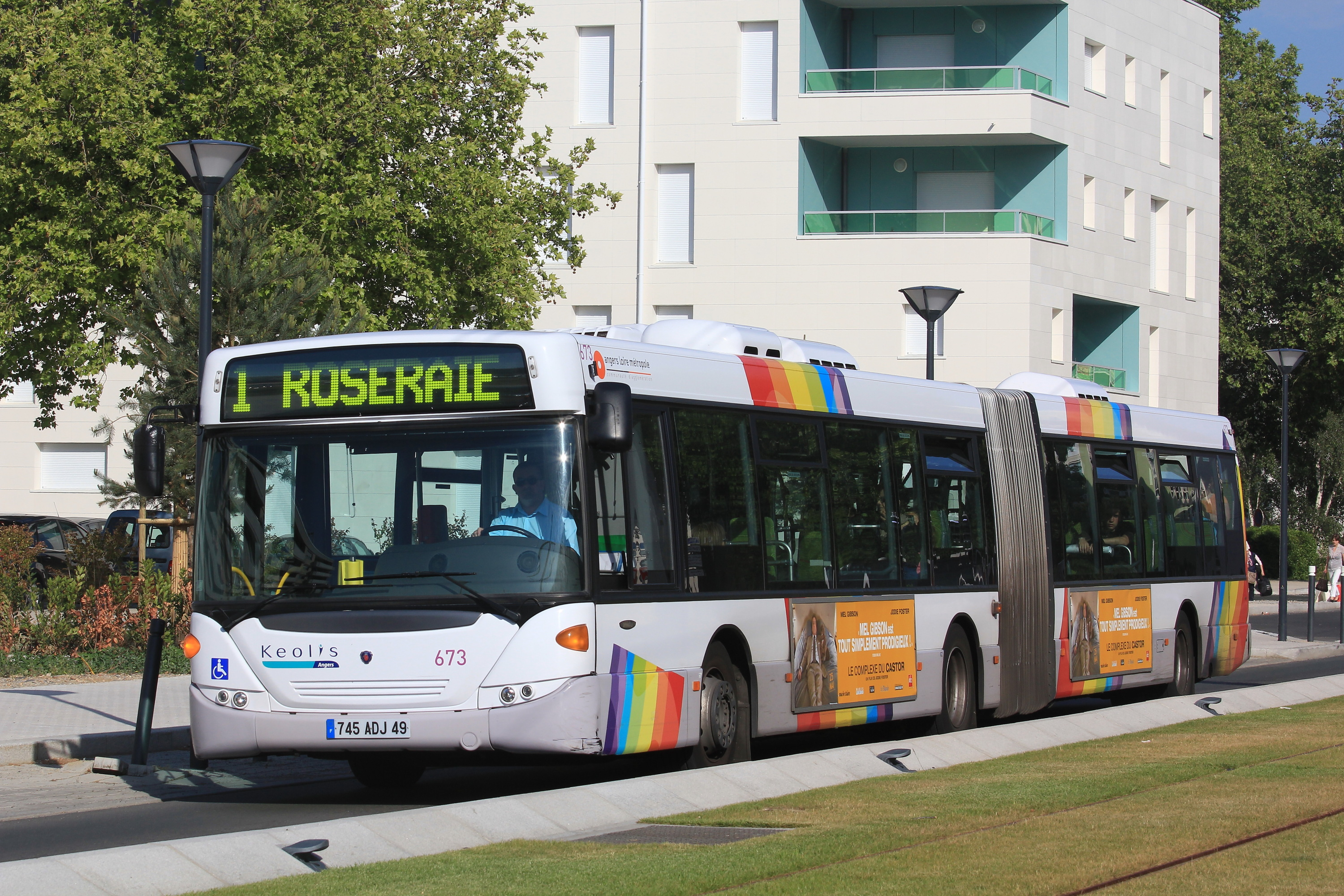
昂热公交1路

### 公路
法国国家A11、A85和A87三条高速公路在昂热附近交汇，其中A11和A87分别从昂热市区北部及东部过境并设有多个出入口，构成了昂热的东西和南北两个主干方向的快速通道，此外还有多条曼恩-卢瓦尔省省道在昂热境内交汇，有校车线路可前往周边部分市镇。
卢瓦尔河地区大区公共交通下属的曼恩-卢瓦尔省城际客运开行了多条省内巴士线路，主要可前往拉弗莱什、沙托布里扬、康代、卢瓦尔河畔莫日等地，总站位于昂热圣洛火车站门口。此外，一些长途客运巴士线路也途径昂热，可直达或通过联程中转前往法国主要城市。
2015年，64.5%的昂热家庭拥有至少一辆的私人汽车。2016年，昂热境内共发生各类交通事故345起，造成4人遇难，419人受伤。

### 铁路
昂热位于图尔－圣纳泽尔铁路和勒芒－昂热铁路的交汇点上，是一个区域性的铁路枢纽。昂热圣洛站为昂热市区主要的铁路客运站，因地处圣洛街区而得名，该站最初建于1853年，在第二次世界大战中被损毁，后经历了多处翻新改造，现有站房建于2001年，是一个立体式多功能的交通枢纽，与有轨电车及公交车站无缝连接。
在通达度方面，昂热圣洛站每天开行十余班前往巴黎的高速列车，自2017年起，这一线路的最短运行时间已缩短至1小时24分钟。由南特出发前往法国北部和东部主要城市（马赛、斯特拉斯堡、里昂、里尔、兰斯等）和由巴黎出发前往旺代省城市（拉罗什、莱萨布勒多洛讷）的高速列车均停靠昂热。连接南特和里昂的城际列车亦停靠昂热，每天往返两班，该列车使得昂热可直达布尔日、讷韦尔、穆兰、罗阿讷等法国中部城市。自1994年起，往返于奥尔良和南特的卢瓦尔河号列车开始运营，该列车连接了包括昂热在内的卢瓦尔河中下游沿岸的主要城市（奥尔良、布卢瓦、图尔、索米尔、昂斯尼、南特），周末及节假日还将延伸至卢瓦尔河入海口的圣纳泽尔及勒克鲁瓦西克，该列车配备有自行车储藏室，为选择卢瓦尔河自行车的乘客提供了方便。在通勤区域列车方面，昂热圣洛站每天开行前往南特、图尔、绍莱和勒芒四个方向的列车线路，并停靠沿途的所有车站；自2017年萨布莱连接线建成后，昂热还新增加了前往拉瓦勒和雷恩方向的区域快速列车。
除了昂热圣洛站以外，昂热市区东南部还有一个小型的铁路乘降所——昂热主校站，该站停靠往返于昂热与勒芒之间的短途通勤列车。

### 航空
昂热卢瓦尔河机场位于昂热市区东北大约23公里处，是法国的一个区域性航空站，开行前往巴斯蒂亚的季节性航班。除此之外，昂热圣洛站每天经停可直达巴黎戴高乐机场的高速列车。

### 水运
昂热历史上为重要的航运港口，其所临的曼恩河下连卢瓦尔河，北通马耶讷和勒芒，是一条重要的航运通道。自19世纪铁路开通以来，沿途内河航运已基本废弃，但其水道仍保留有航运条件，昂热附近的曼恩河段有游览性船舶停靠和穿行。

### 城市公共交通
是昂热城市公共交通的商业名称，该系统由RATP Dev负责运营。截至2020年4月，昂热城市公共交通共包含1条有轨电车线路、15条主要公交线路、14条补充线路和多条定制公交，同时还有多条校车线路。
昂热有轨电车A线建于2011年，线路大致呈南北走向，跨越了曼恩河并横穿老城区，2013年，该线路日均运送旅客数量达3.6万人次。东西走向的昂热有轨电车B线和其补充线C线预计2022年建成运营。
除了常规公共交通工具，昂热市政府亦向当地居民及游客提供公共自行车服务，并在其境内开辟了总长达215公里的自行车专用道。

## 政治

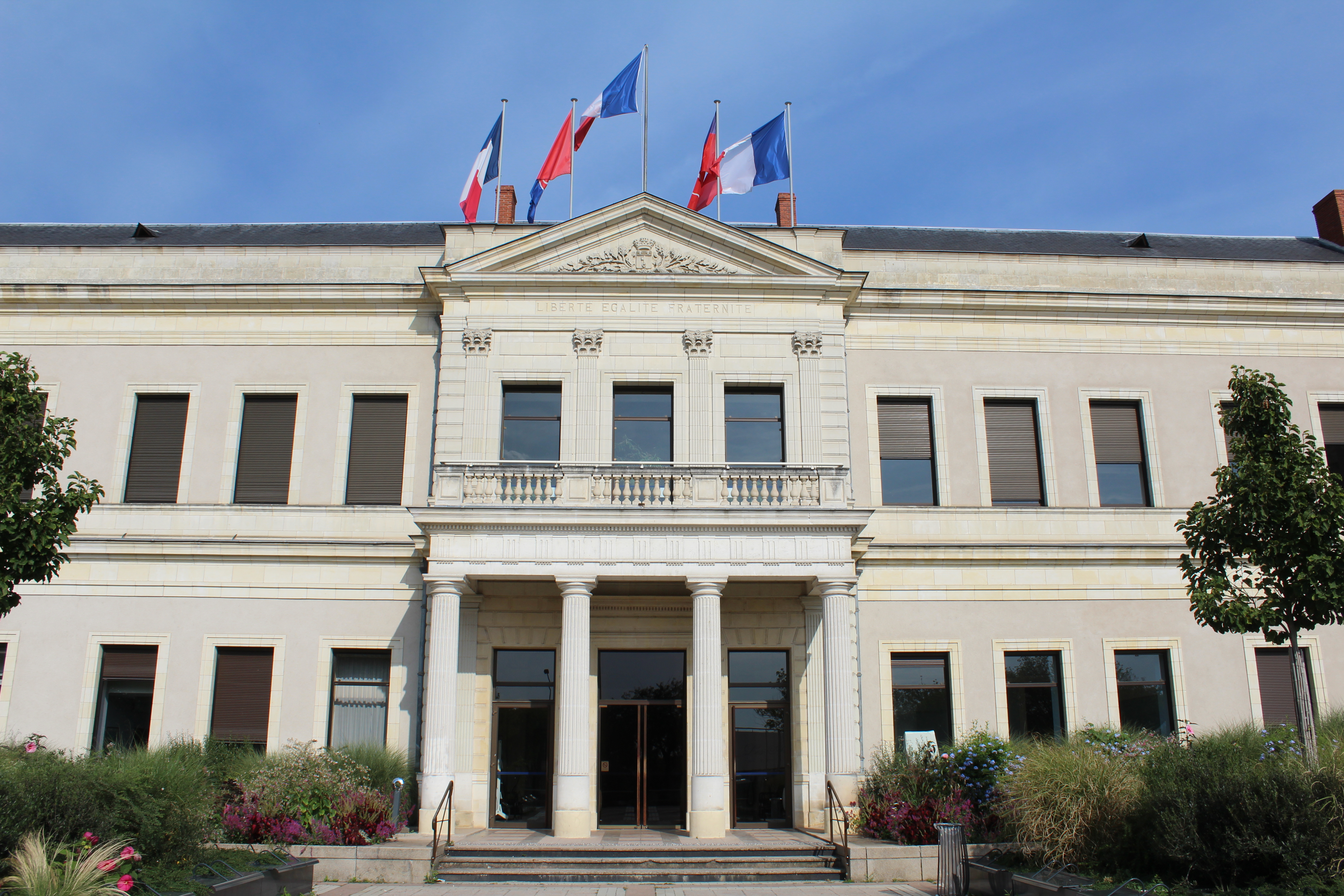
昂热市政厅

昂热的现任市长为克里斯托夫·贝许先生，是一名右翼无党派人士，他在2014年的市政选举中以共和党的身份获得了54.36%的支持率，在2020年的市政选举则获得57.82%的支持率。
在2017年的法国总统大选中，法国第25任总统埃马纽埃尔·马克龙在昂热获得了82.55%的支持率。
| 昂热历届市长   |                    |                             |
| 任期           | 市长               | 党派                        |
| 1945年－1947年 | 奥古斯特·阿洛诺    | SFIO工人国际法国支部        |
| 1947年－1959年 | 维克托·沙特奈      | RPF法国人民联盟             |
| 1959年－1963年 | 雅克·米约          | UNR新共和国联盟             |
| 1963年－1977年 | 让·蒂尔克          | CNIP全国独立人士与农民中心  |
| 1977年－1998年 | 让·莫尼耶          | PS社会党 →CDS社会民主中心   |
| 1998年－2012年 | 让-克洛德·安东尼尼 | PS社会党                    |
| 2012年－2014年 | 弗雷德里克·贝阿茨  | PS社会党                    |
| 2014年－       | 克里斯托夫·贝许    | LR共和黨 →DVD右翼无党派人士 |

## 人口
2017年，昂热市镇人口数量为152,960，在法国排名第18位。其中男性70,016人，女性81,213人，75岁及以上人口占7.6%，外籍人口数量为11,789人，人口密度为3,582人/平方公里，当地居民被称为（男性）或（女性）。2018年，昂热境内出生1,875人，死亡人口1,216人。
| 年份   | 1936   | 1946   | 1954    | 1962    | 1968    | 1975    | 1982    | 1990    | 1999    | 2006    | 2011    | 2016    | 2018    |
| ------ | ------ | ------ | ------- | ------- | ------- | ------- | ------- | ------- | ------- | ------- | ------- | ------- | ------- |
| 人口數 | 87,988 | 94,408 | 102,142 | 115,252 | 128,533 | 137,591 | 136,038 | 141,404 | 151,279 | 152,337 | 148,803 | 151,229 | 154,508 |

## 经济
昂热的早期繁荣很大程度上归因于附近的石板采石场，该板岩大量用于昂热的屋顶，因此19世纪处的昂热曾被冠以“黑城”的称呼。工业革命后期，昂热的主要产品是帆船（帆布和绳索）、亚麻和软管、皮革、蜡油以及农产品（主要包括小麦，葡萄酒和水果）。到第一次世界大战时，君度酒业已将该地区的水果中的甜酒蒸馏提炼到工业水平，当地出现了小型纺织工业，并开始商业规模生产亚麻和鲜花。现代昂热是法国西北部仅次于南特和雷恩的第三大城市，当地共有各类用人单位20,153家，平均历史为15年，共为曼恩-卢瓦尔省提供了45.7％的职位，其中有21.4％的在岗人员具有研究生或以上学历。

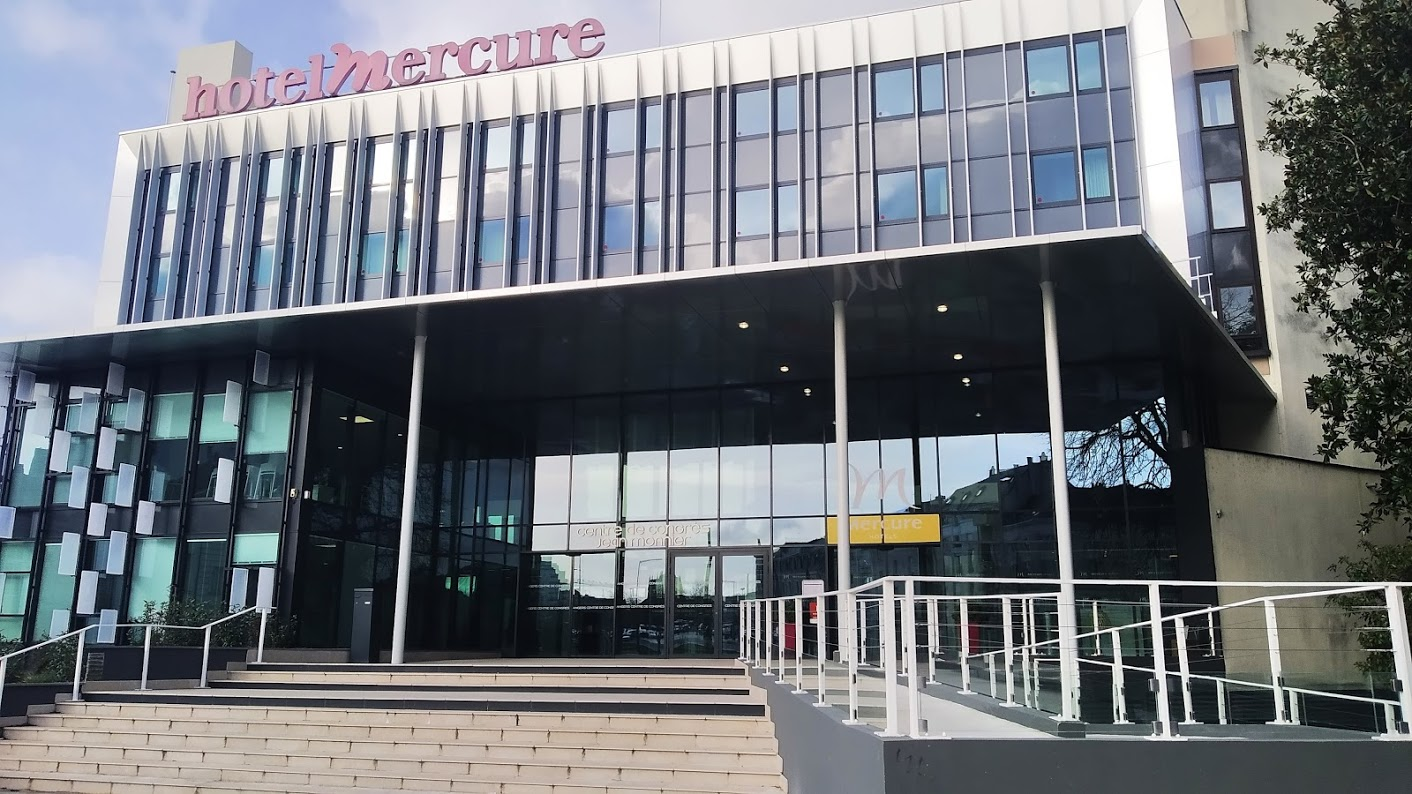
昂热会展中心

在第一产业方面，曼恩-卢瓦尔省地形平坦、水源充足，是法国较为传统的农业区；得益于当地的高等学校以及研究园艺和生物技术的实验室，昂热成为了欧洲重要的园艺中心之一；同时，昂热所在的卢瓦尔河谷也是法国重要的葡萄酒产区，君度橙酒是法国重要的甜酒商标。2004年，法国Végépolys农业科技中心在昂热成立。
在第二产业方面，昂热地区以轻工业为主，包括纺织、印刷、食品加工、机械制造等，蒂森克虏伯、斯堪尼亚汽车和日本电气在昂热附近设有工厂或研发机构，当地共有1.43万个工业就业岗位。
在第三产业方面，昂热聚集了大量行政、教育和卫生机构，法国国家科学研究中心和国家农业研究院在昂热设有办公室；同时，昂热也是一个区域性的金融中心，电子通讯供应商Afone总部位于昂热，CNP保险、法国农业信贷银行、安盟和Fiducial等多家国际性银行和保险公司在昂热设立有区域办事处。昂热自20世纪末逐渐发展成为重要的会议举办地，昂热会展中心建于1983年，于2019年完成了大规模的翻新改造，每年可接待60万游客和300多个活动，其面积超过3万平方米，是法国西北部同类建筑中最大的结构。

## 财政收入
2018年，昂热的财政收入总额为228,136,000欧元，财政支出总额为215,561,000欧元，当年的债务总额为143,524,000欧元，当地每戶家庭可課稅收入为23,362欧元，平均所得稅为3,626欧元。
2014年，昂热的每月平均收入，高职主管为4,147欧元，中階技術职人员为2,379欧元，普通职员为1,814欧元，勞工为1,805欧元。
2016年，昂热境内的青壮年（15至64岁）失业率为20.4%。

## 社会事务

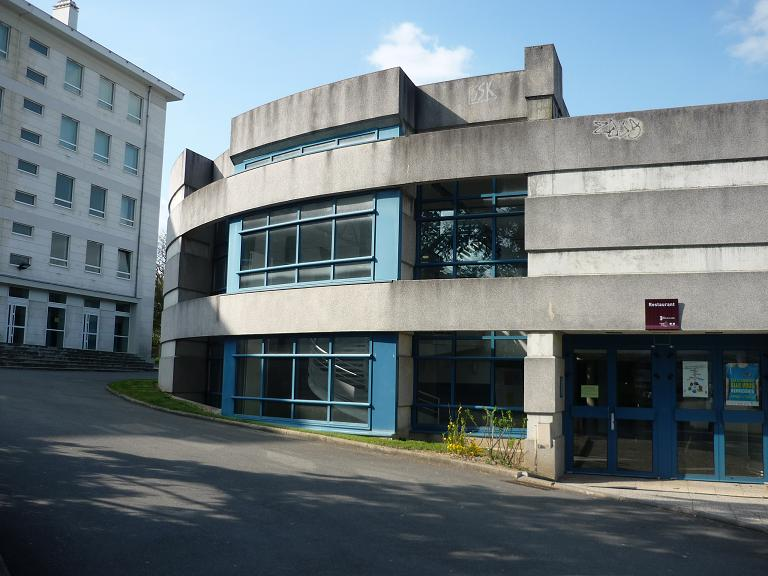
谢弗罗利耶高级中学

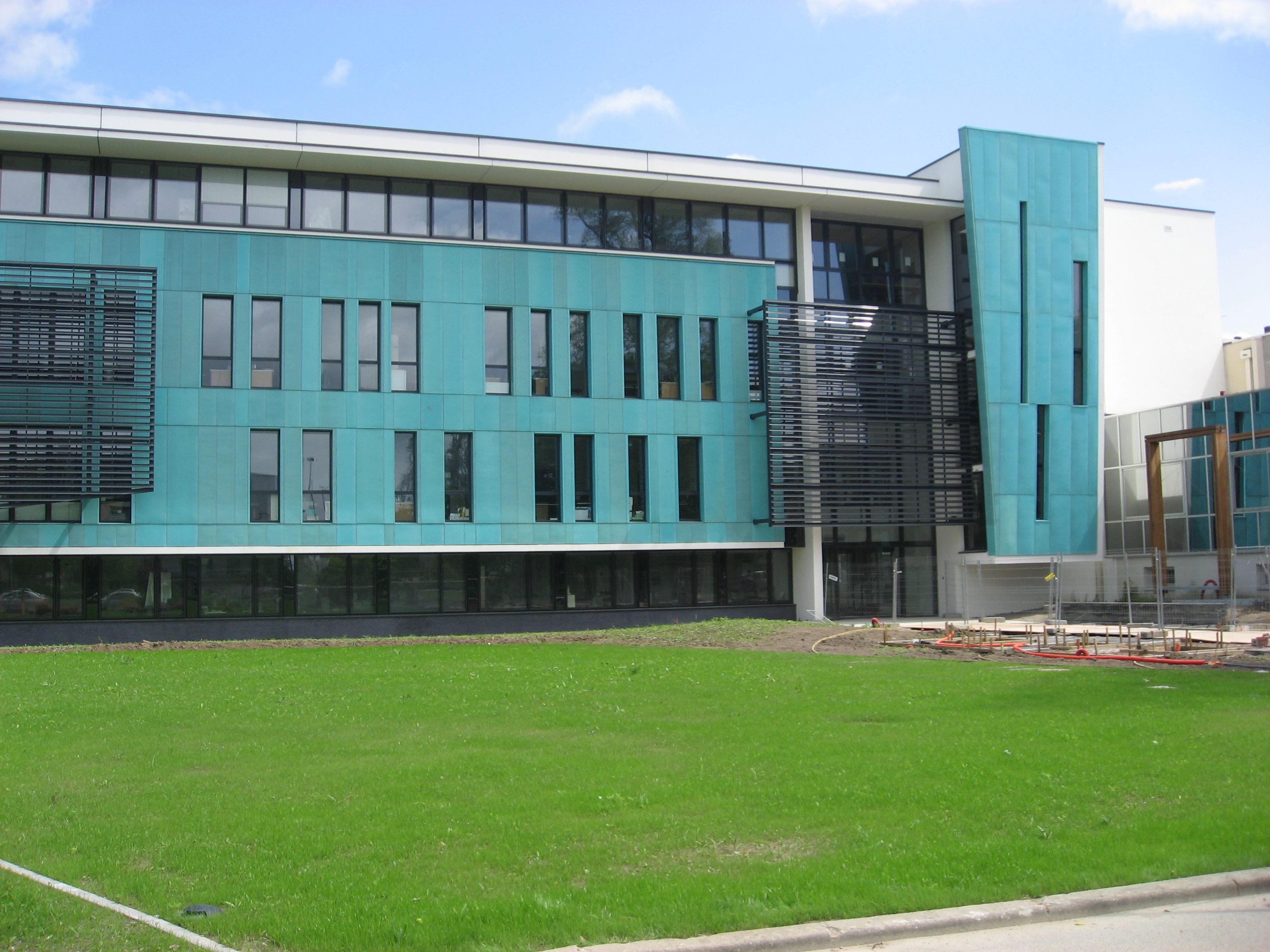
昂热高等农业学校

### 教育
昂热属于南特学区。截止2018年1月1日，昂热境内共有22所幼儿园、55所小学、22所初级中学、11所普通高中、3所农业高中和6所职业高中，其中部分高中开设大学校预科班。2018至2019学年度，昂热境内共有在校中小学生20,276名。
在高等教育方面，昂热是法国的一所大学城，拥有两所综合性大学，并下属多个二级或独立学院。
| 昂热境内综合性大学 | 昂热境内综合性大学 | 昂热境内综合性大学 | 昂热境内综合性大学 | 昂热境内综合性大学                                                                     |
| 中文名称           | 法语名称           | 类别               | 成立年代           | 下属主要二级/独立学院（仅包括昂热境内）                                                |
| ------------------ | ------------------ | ------------------ | ------------------ | -------------------------------------------------------------------------------------- |
| 西部天主教大学     |                    | 私立               | 1875               | - 艺术、文学与历史学院 - 国际法语学习中心 - 应用数学学院 - 应用生态学院 - 昂热体育学院 |
| 昂热大学           |                    | 公立               | 1337－1793 1971    | - 昂热大学综合理工学校 - 昂热-绍莱应用技术学院（昂热校区） - 昂热企业管理学院          |

此外，昂热还有多所高等专业性学府及研究机构。
| 昂热主要高等学府                     | 昂热主要高等学府 | 昂热主要高等学府         | 昂热主要高等学府 |
| 中文名称                             | 法语名称或缩写   | 类别                     | 成立年代         |
| ------------------------------------ | ---------------- | ------------------------ | ---------------- |
| 法国国立高等工程技术学校（昂热校区） |                  | 工程师学校、大学校       | 1815             |
| 昂热高等农业学校                     |                  | 工程师学校、大学校       | 1898             |
| 西部高等电子学校                     |                  | 工程师学校、大学校       | 1956             |
| 昂热科技工程师学校                   |                  | 工程师学校、大学校、私立 | 1987             |
| 昂热高等商业科学学校                 |                  | 商学院、大学校           | 1909             |
| 昂热区域美术学校                     |                  | 艺术学校、大学校         | 2010             |

### 医疗

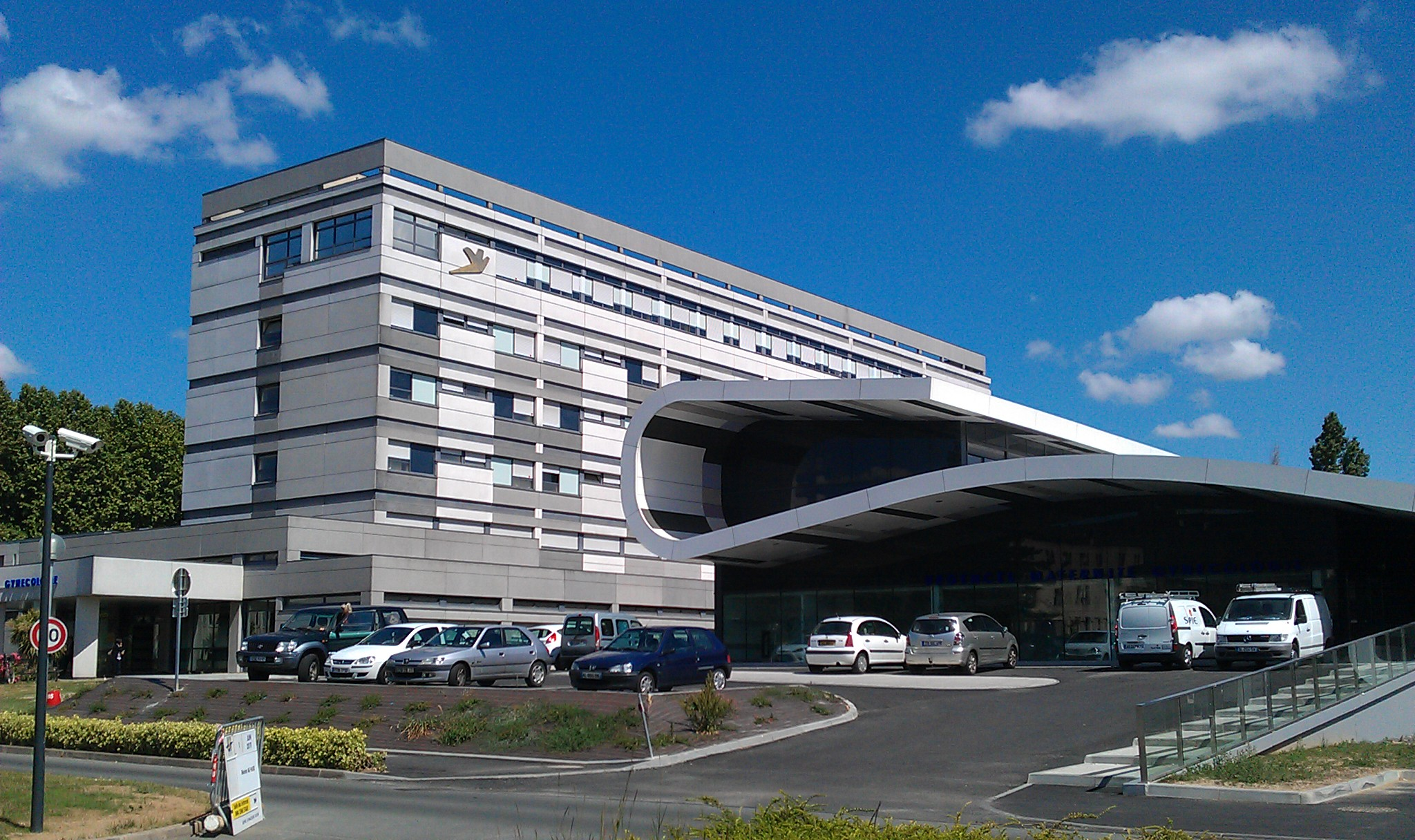
昂热大学中心医院

昂热是法国西部重要的医疗中心，1180年建成的圣让神学院是当时西欧最早出现的医疗机构之一，而当地在1615年则出现了为贵族准备的现代医院。截止2017年1月1日，昂热境内共有全科医生233名、保健师170名、牙医103名、护士118名、耳科医生12名、眼科医生28名、皮肤科医生22名、助产士20名、儿科医生13名和妇科医生29名，境内共有药房53家，养老院29家，残疾人帮扶中心11家。
昂热大学中心医院是法国三十所大学教学医院之一，总部位于昂热市区，曼恩河右岸，是当地规模最大的公立综合性医院，下属一个后续康复中心。昂热急救中心亦由其负责。

### 住房

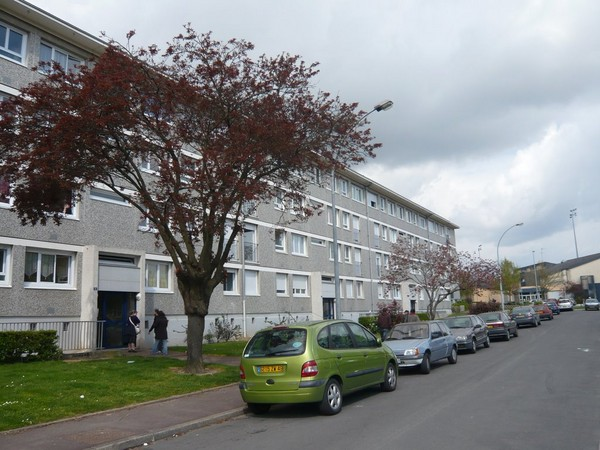
蒙普莱西尔街区的一栋集中式居民楼

昂热的住房事务由其所属的城市公共社区负责，昂热卢瓦尔城市公共社区向当地居民提供房屋改建帮助服务，同时为低收入居民提供廉租房。
2015年，昂热境内共有各类住房87,278套，其中90.2%为常住房屋。市区及周边多个街区分布有集中式居民楼。

### 商业
昂热是法国西部重要的商业城市，2017年，昂热境内共有各类商铺8,197家，其中餐饮服务类2,734家。
昂热的传统商业区位于市中心，主要集中于拉列蒙广场（Place du Ralliement）、胜利街（rue de la Victoire）、阿尔萨斯街（rue d'Alsace）等地，昂热拉法叶百货是这一地区的代表性商业中心。自20世纪70年代开始，昂热近郊也开始形成多个开放式购物街区，主要包括市区西部的大曼恩和东部的安茹天地两个商业中心。

### 体育
2017年，昂热境内共有6家游泳池、38间健身房、37座综合体育场、53处网球场、2处马术场、46处足球或橄榄球场、28处篮球或排球场以及1处高尔夫球场。
昂热体育会成立于1919年，是当地的一支职业足球俱乐部，自2015年起参加法国足球甲级联赛，2017年曾获得法国杯亚军。其主场雷蒙·科帕球場（2017年以前被称为“让·布安球场”（Stade Jean-Bouin））位于市区以东，可同时容纳超过两万名观众。
除足球外，昂热还有多个其它项目的职业俱乐部，其中昂热冰球俱乐部、昂热乒乓球俱乐部和昂热滑轮曲棍球俱乐部在2019至2020赛季参加其对应项目的甲级联赛。

### 环境
昂热的环境事务由其所属的城市公共社区负责。2018年，昂热卢瓦尔城市公共社区境内共设有7个垃圾处理中心；另有十余个供水站，日均供水量超过5万立方米，拉博梅特污水处理厂则可日均处理超过4万立方米的生活污水。该城市公共社区还长期进行空气污染和噪音监测。
2017年，昂热境内共有6家污染企业。同年，昂热市区的一氧化碳浓度平均值为15µg/m³、臭氧浓度平均值为57µg/m³、二氧化硫浓度平均值为1µg/m³、颗粒物平均值为17µg/m³。

### 治安
昂热市区内共有1个派出所、2个国家宪兵队和1个消防站。
2014年，昂热及附近地区共发生各类案件11,058起，其中盗窃类案件7,047起，经济类案件1,078起，毒品交易类案件679起。

## 文化

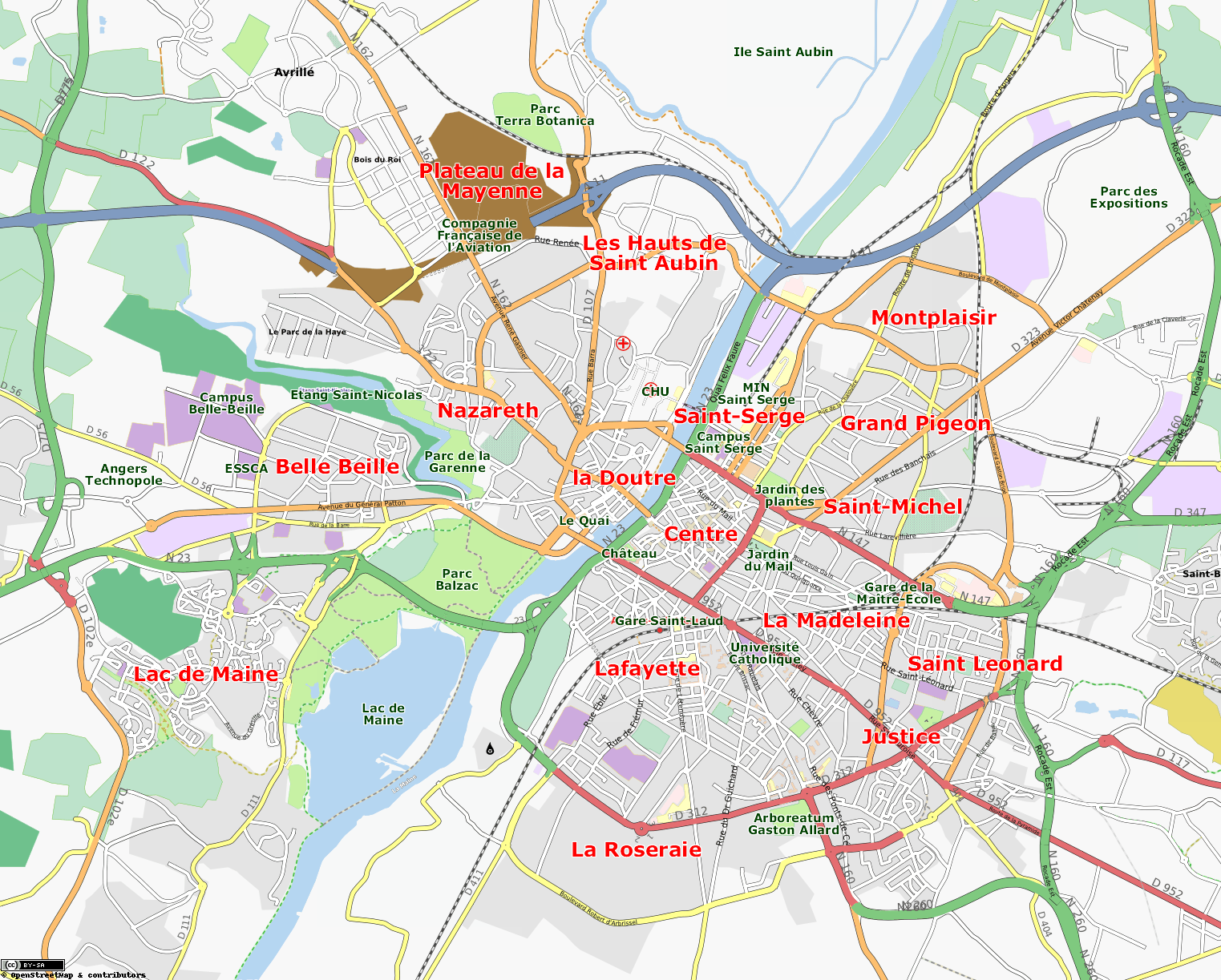
昂热城市地图

2017年，昂热境内共有3个剧场、2个电影院、5个博物馆和1个音乐厅。

### 城市规划
昂热位于卢瓦尔河下游河谷附近，境内地形平坦，老城区的主干街道基本与曼恩河平行或垂直交汇，代表性街道包括南北走向的河滨快速通道（省道D523线）、佛煦元帅大街（boulevard du Maréchal Foch）、亨利·阿尔诺大街（boulevard Henri Arnauld）、勒讷沃街（rue Lenepveu）和地形走向的勒内国王大街（boulevard du roi René）、艾罗大街（boulevard Ayrault）、城墙台街（rue du Mail）等。新城主要向东南和西北两个方向扩张，其中东南部主要为居民区，其主轴为金字塔公路（route de la Pyramide），并延伸至特雷拉泽境内；西北部则为高新开发区，会展中心、植物博览园、中心医院等设施位于境内。

### 建筑
昂热是法国艺术与历史之城，境内有多处法国国家文物保护单位，昂热城堡、聖茂禮主教座堂、塔乌宫、圣若望医院、蓝色大厦等为当地的代表性建筑物。昂热的城市建筑物主要为冷色系，其中传统民用建筑普遍为尖顶，多使用灰蓝色的石瓦作为屋顶，这一特点与卢瓦尔河谷内的其它城市（奥尔良、图尔、布卢瓦）基本一致。

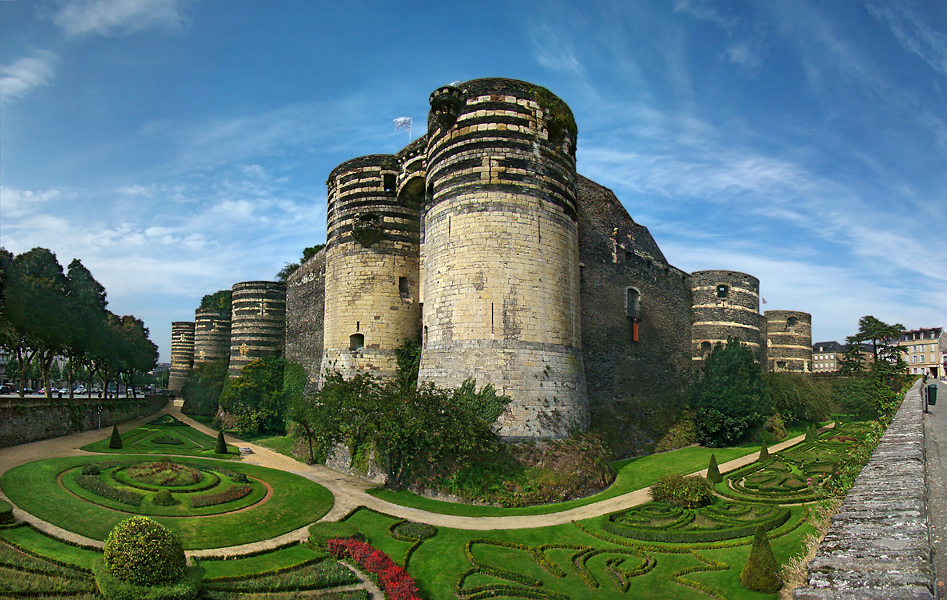
昂热城堡
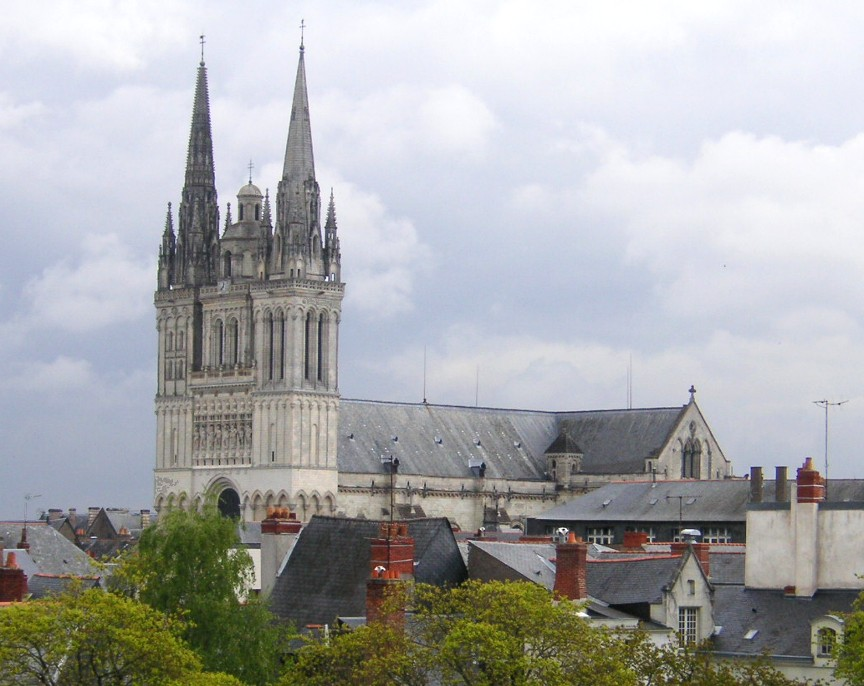
圣莫里斯大教堂
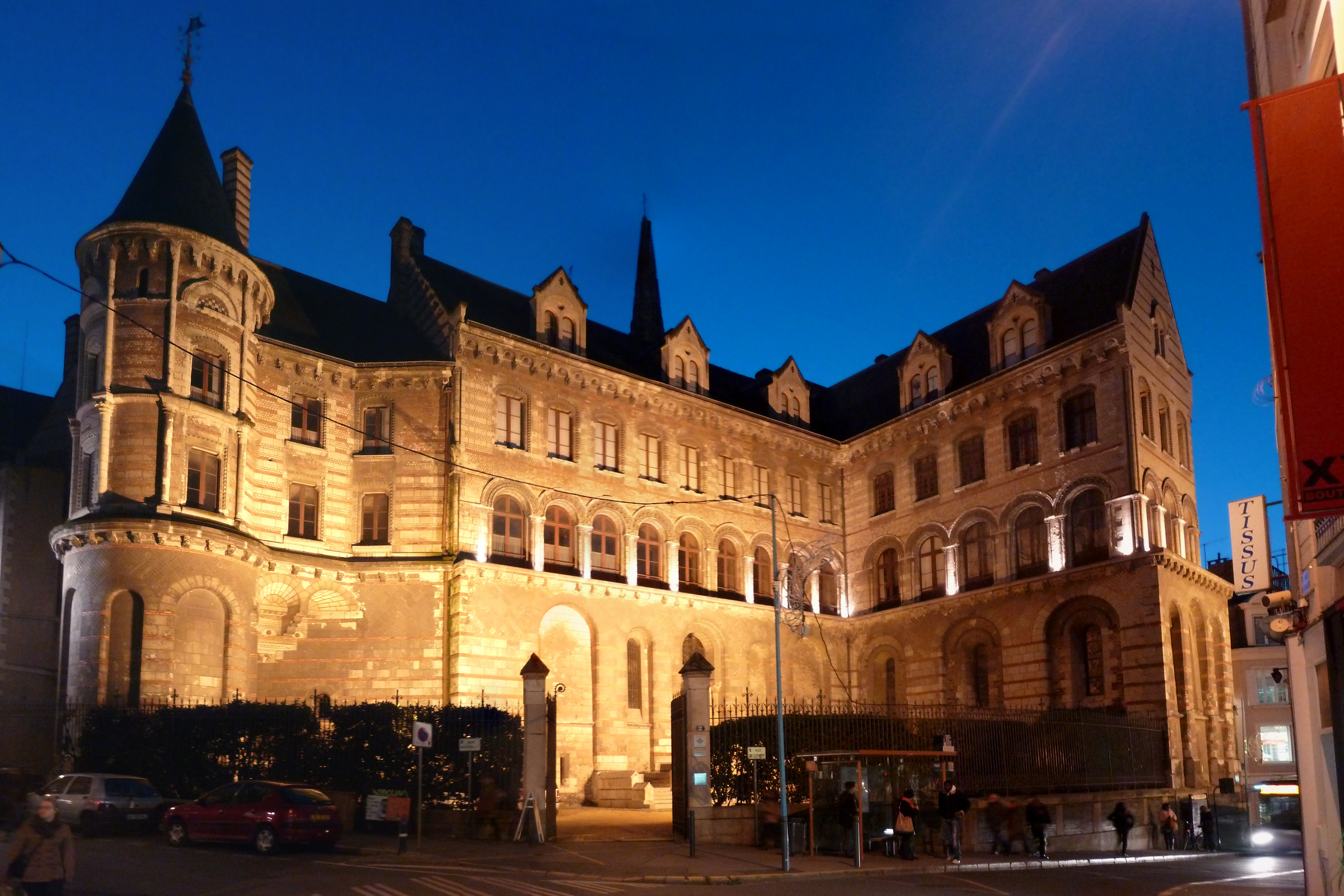
塔乌宫
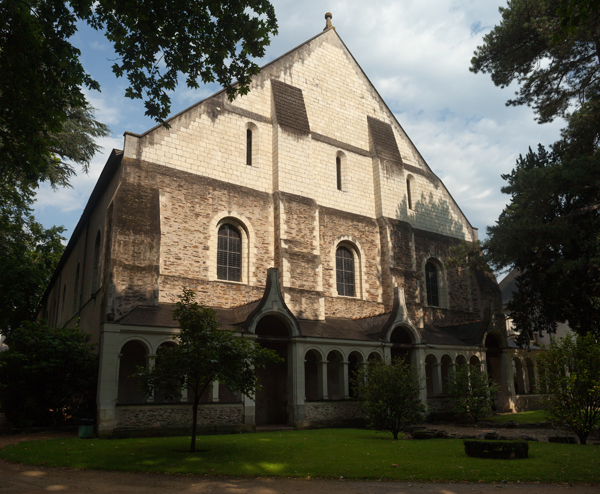
圣让医院
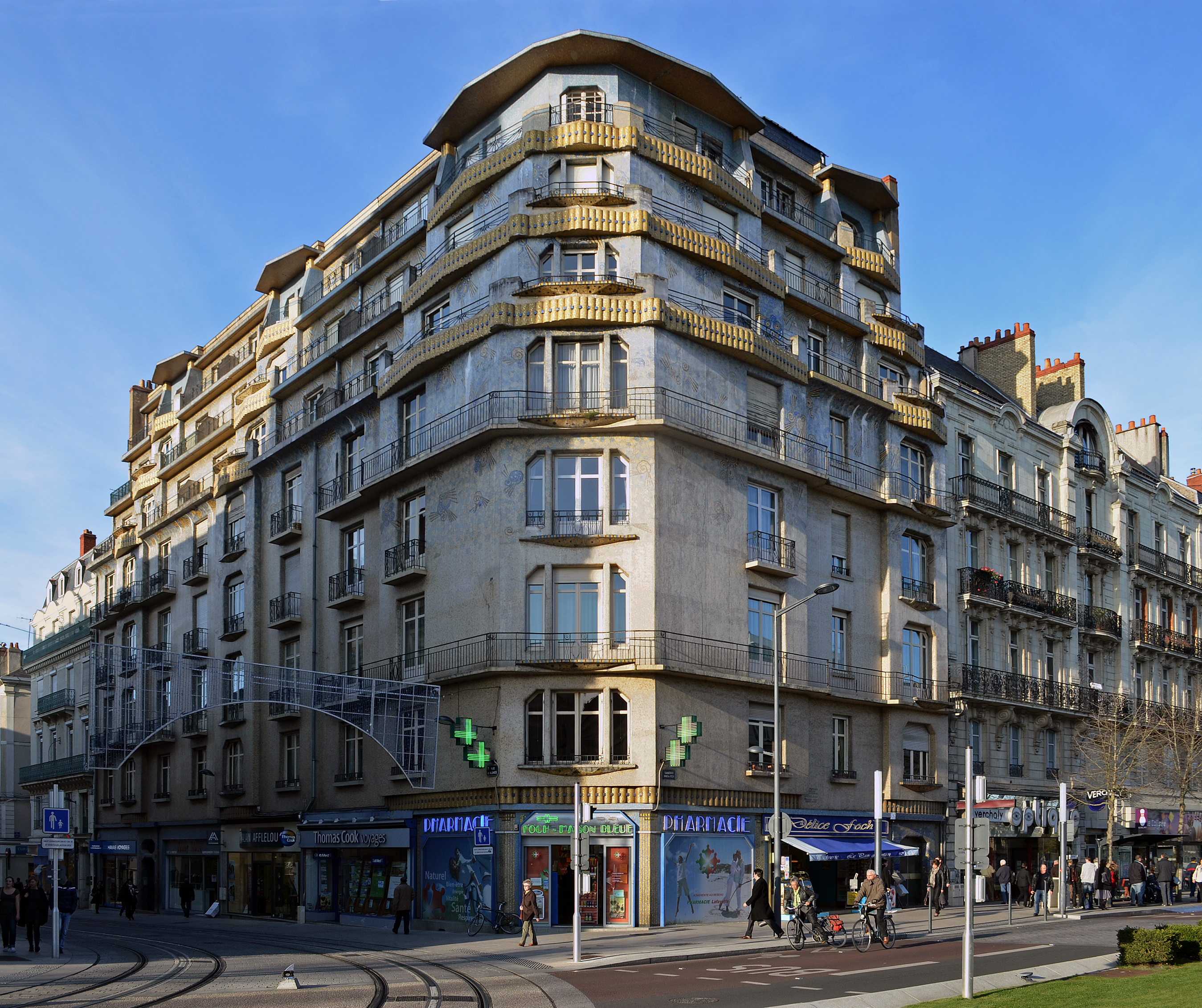
蓝色大厦
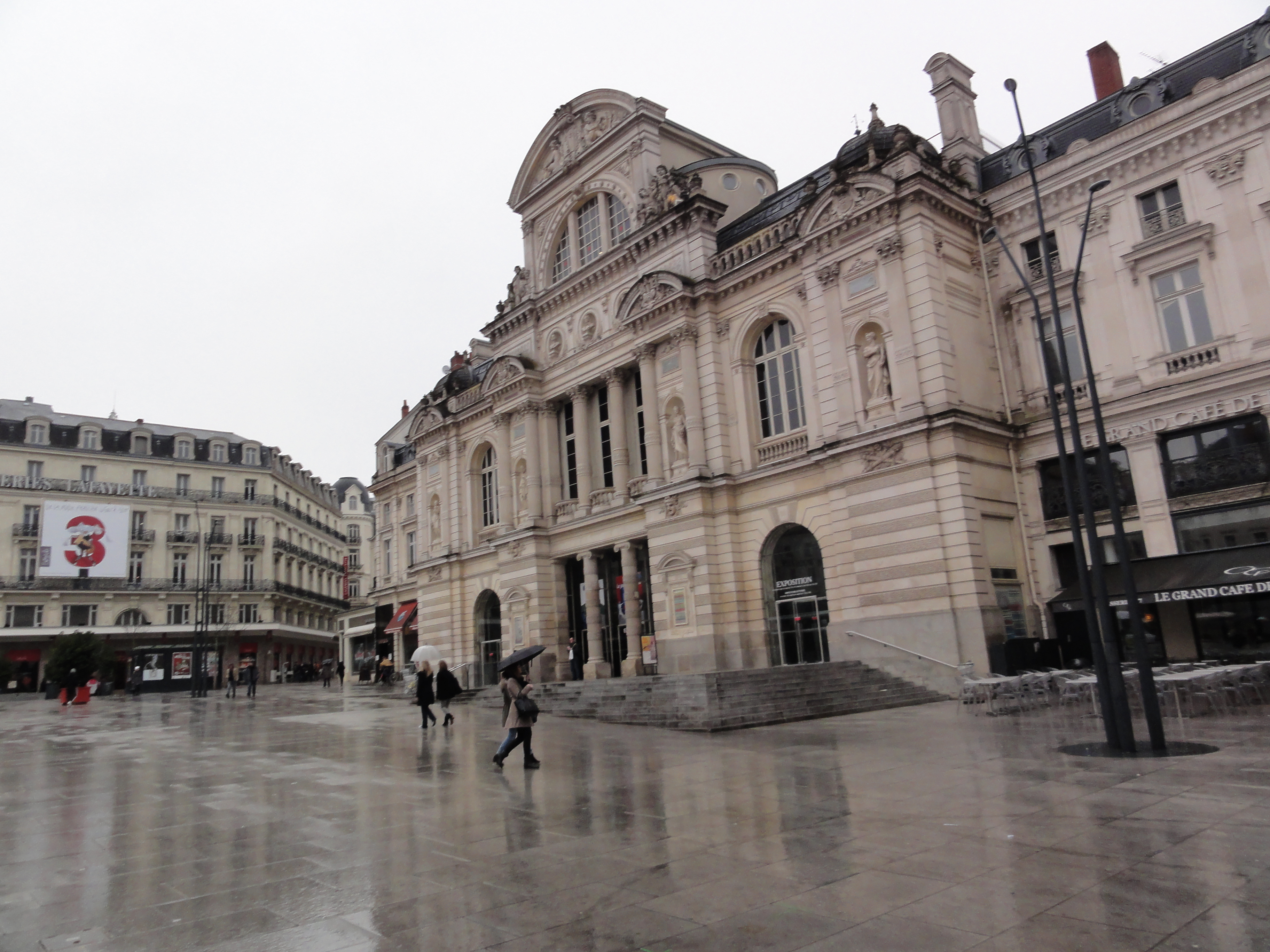
昂热大剧场

### 旅游

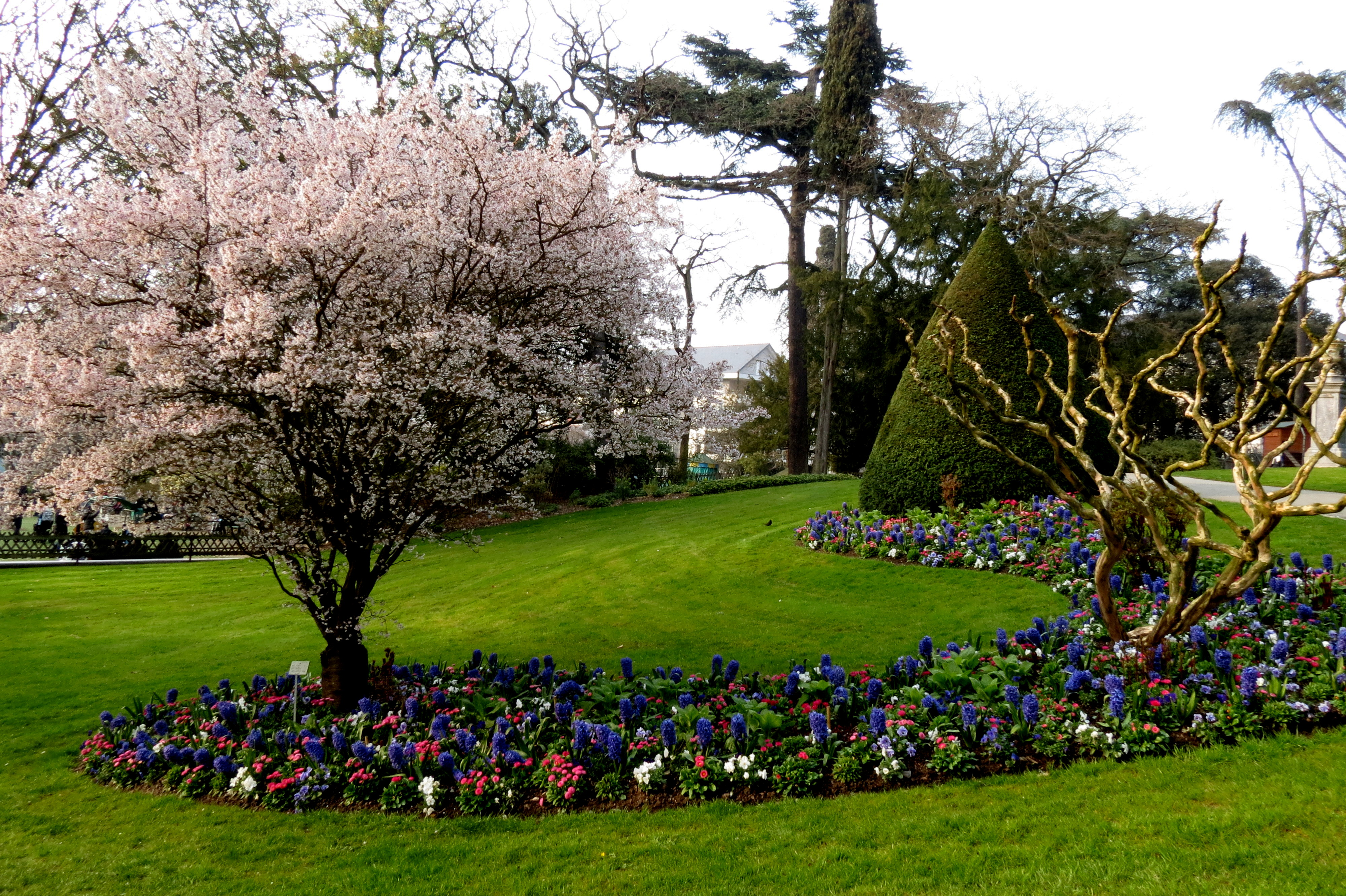
昂热的一处城市绿地

昂热地区的旅游事物由其所在的城市公共社区负责。2014年，昂热地区的17个景点累计接待旅客数量接近70万，而境内的酒店接待游客数量则达60.2万。2018年，昂热境内共有29个宾馆共计1,141间房间，另有1个露营地，可容纳共163辆露营车。

### 媒体
法国主要的媒体均可在昂热接收，法国电视三台下属的卢瓦尔河地区大区频道在部分时段播出昂热所属区域的地方新闻。

### 宗教
昂热是天主教昂热教区的首府，该教区下辖12个總鐸區和62个堂区，圣莫里斯大教堂为其主教座堂。昂热市区有多个天主教团体和社群，其中少数社群因过于保守的思想（排外、反同等）而受到了外界的批评。
昂热也是一个伊斯兰教聚集区，穆斯林主要分布在昂热北部的蒙普莱西尔街区，昂热大清真寺（grande mosquée d'Angers）位于市区西北，计划于2020年底前建成。

### 饮食
昂热的常见饮食与法国大部分地区相似，代表性食物包括里约肉干、贡比耶力娇酒、青果饼等。2020年，昂热境内共有10家餐厅被列入《米其林星级餐厅名单》。法国连锁餐饮集团拉布什里餐厅的总部位于昂热附近。
昂热所在的安茹是法国的一个重要葡萄酒产地，属于卢瓦尔河谷产区，昂热市区以南的“安茹乡村”是安茹的代表性葡萄酒，自1991年起被列入原产地命名控制名单。

## 对外交流
截至2020年4月，昂热共与8座城市互为友好城市关系，同时与2座城市互为合作交流城市。另有3个国家在昂热设有领事馆。
| - 荷蘭 哈勒姆 - 德国 奥斯纳布吕克 - 巴马科 - 義大利 比萨 - 英格兰 威根 - 瑞典 南泰利耶 - 西班牙 塞维利亚 - 中国 烟台 | - 波蘭 托伦 - 美国 奥斯汀 - 立陶宛驻昂热领事馆 - 突尼西亞驻昂热领事馆 - 土耳其驻昂热领事馆 |